# 東近江市

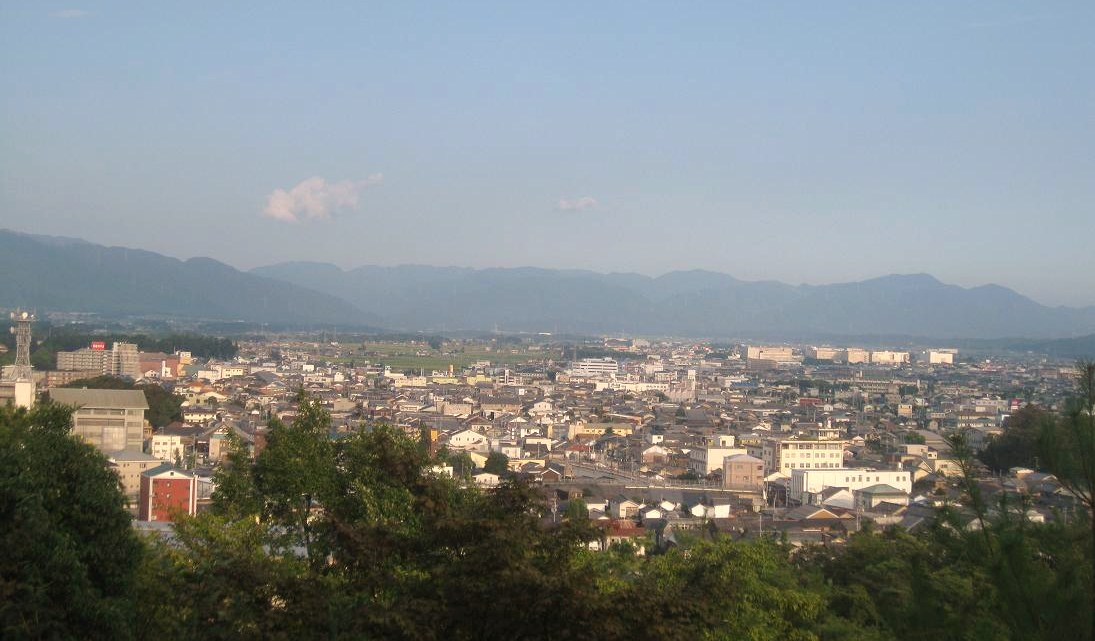
延命公園から望む東近江市街

東近江市（ひがしおうみし）は、滋賀県の南東部にある市。地理的位置は京阪神と中京圏とのほぼ中間にあたる。市名は旧国名（近江国）に由来する。

## 地理

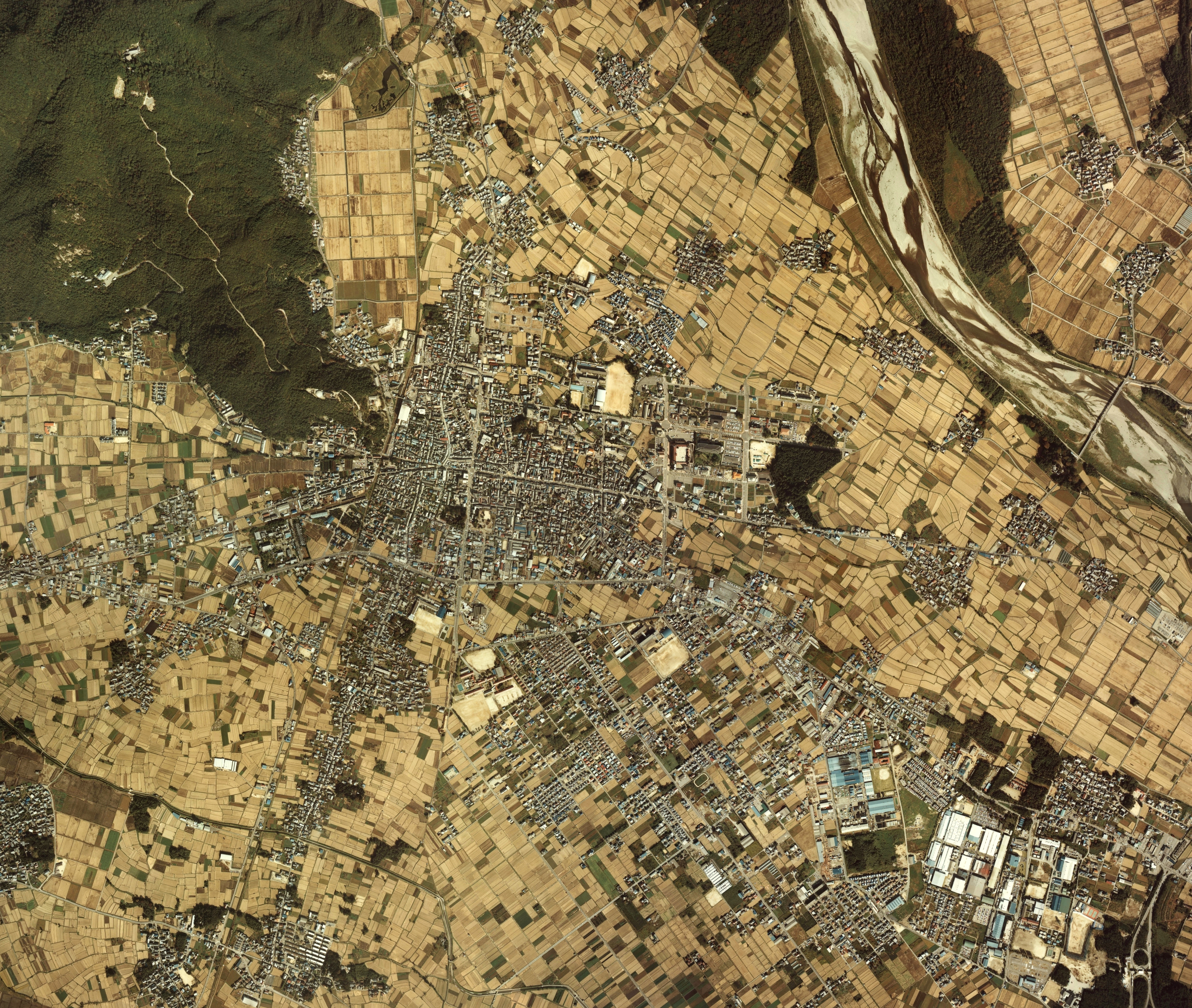
市役所のある旧八日市市街地周辺の空中写真。1982年撮影の8枚を合成作成。。

市域は東西33.3km、南北26.4kmと東西に長く、東側には御池岳など標高1,000メートル級の鈴鹿山脈、西側には日本最大の湖である琵琶湖がある。また、市の中央を愛知川（えちがわ）、南西部を日野川が流れ、市内の河川はこの愛知川水系と日野川水系に分けられる。
東近江市は、北は彦根市、愛荘町及び多賀町、南は竜王町、日野町及び甲賀市、西は近江八幡市と接しており、東は三重県のいなべ市及び菰野町と接している。市の総面積388.37km2は滋賀県の総面積の約9.7%にあたり、地目別では山林56%、農地22%、宅地6%となっている。
- 河川・湖沼
  - 愛知川
  - 日野川
  - 佐久良川
  - 琵琶湖
  - 伊庭内湖
- 山
  - 鈴鹿山脈
    - 御池岳　
    - 藤原岳
    - 竜ヶ岳
    - 日本コバ　
    - 釈迦ヶ岳
    - 銚子ヶ口
    - 御在所岳　
    - 雨乞岳

  - 雪野山
  - 布引丘陵
  - 繖山
    - 猪子山、観音寺山

  - 箕作山
  - 和田山

### 気候
滋賀県の気候区は日本海型気候区と太平洋型気候区、瀬戸内型気候区が相接し、さらに若狭湾、伊勢湾、大阪湾の湾入した地峡部で、近江盆地の中央に琵琶湖が存在するなど複雑な地形となっている。東近江市もその影響を受けて気候は北部、南部、東部で異なる特性がみられる（当市は気象庁の気象区分で滋賀県南部に分類されているが、合併前は北部に分類されていた地域がある（旧愛東町・旧湖東町・旧永源寺町））。
市の北部は日本海型気候の要素が大きく、冬季には強い北西の季節風が吹き、若狭湾からの雪雲の通り道となるため毎年降雪がみられる。
市の南部は太平洋型気候の要素が大きく、気温の年較差や日較差が激しい内陸性気候の特徴を示す。
市の東部では、夏季には伊勢湾からの湿った暖かい空気が鈴鹿山脈にあたって積乱雲を形成し、冬季には若狭湾から吹き込む寒気が雪雲を発生させて大雪になることがあり、年間の雨量や降雪量が多い。
- 気温 - 最高39.2℃（2020年（令和2年）8月20日）、最低-12.3℃（2023年（令和5年）1月26日）
- 最大日降水量 - 217.5ミリ（2017年（平成29年）10月22日）
- 最大瞬間風速 - 32.2メートル（2018年（平成30年）8月23日）
- 夏日最多日数 - 152日（2024年（令和6年））
- 真夏日最多日数 - 90日（2023年（令和5年））
- 猛暑日最多日数 - 37日（2024年（令和6年））
- 熱帯夜最多日数 - 16日（2024年（令和6年））
- 冬日最多日数 - 105日（1984年（昭和59年））
- 真冬日最多日数 - 3日（1996年（平成8年））

| 東近江（東近江市桜川東町、標高128m）の気候 | 東近江（東近江市桜川東町、標高128m）の気候 | 東近江（東近江市桜川東町、標高128m）の気候 | 東近江（東近江市桜川東町、標高128m）の気候 | 東近江（東近江市桜川東町、標高128m）の気候 | 東近江（東近江市桜川東町、標高128m）の気候 | 東近江（東近江市桜川東町、標高128m）の気候 | 東近江（東近江市桜川東町、標高128m）の気候 | 東近江（東近江市桜川東町、標高128m）の気候 | 東近江（東近江市桜川東町、標高128m）の気候 | 東近江（東近江市桜川東町、標高128m）の気候 | 東近江（東近江市桜川東町、標高128m）の気候 | 東近江（東近江市桜川東町、標高128m）の気候 | 東近江（東近江市桜川東町、標高128m）の気候 |
| 月                                         | 1月                                        | 2月                                        | 3月                                        | 4月                                        | 5月                                        | 6月                                        | 7月                                        | 8月                                        | 9月                                        | 10月                                       | 11月                                       | 12月                                       | 年                                         |
| ------------------------------------------ | ------------------------------------------ | ------------------------------------------ | ------------------------------------------ | ------------------------------------------ | ------------------------------------------ | ------------------------------------------ | ------------------------------------------ | ------------------------------------------ | ------------------------------------------ | ------------------------------------------ | ------------------------------------------ | ------------------------------------------ | ------------------------------------------ |
| 最高気温記録 °C （°F）                     | 16.6 (61.9)                                | 20.6 (69.1)                                | 24.9 (76.8)                                | 30.4 (86.7)                                | 33.8 (92.8)                                | 36.6 (97.9)                                | 38.8 (101.8)                               | 39.2 (102.6)                               | 36.9 (98.4)                                | 33.2 (91.8)                                | 25.8 (78.4)                                | 23.5 (74.3)                                | 39.2 (102.6)                               |
| 平均最高気温 °C （°F）                     | 7.6 (45.7)                                 | 8.4 (47.1)                                 | 12.6 (54.7)                                | 18.6 (65.5)                                | 23.5 (74.3)                                | 26.8 (80.2)                                | 30.9 (87.6)                                | 32.5 (90.5)                                | 28.0 (82.4)                                | 22.2 (72)                                  | 16.3 (61.3)                                | 10.5 (50.9)                                | 19.8 (67.6)                                |
| 日平均気温 °C （°F）                       | 3.1 (37.6)                                 | 3.5 (38.3)                                 | 7.0 (44.6)                                 | 12.4 (54.3)                                | 17.7 (63.9)                                | 21.7 (71.1)                                | 25.7 (78.3)                                | 26.7 (80.1)                                | 22.8 (73)                                  | 16.7 (62.1)                                | 10.7 (51.3)                                | 5.5 (41.9)                                 | 14.5 (58.1)                                |
| 平均最低気温 °C （°F）                     | −0.8 (30.6)                                | −0.7 (30.7)                                | 1.7 (35.1)                                 | 6.5 (43.7)                                 | 12.3 (54.1)                                | 17.3 (63.1)                                | 21.7 (71.1)                                | 22.4 (72.3)                                | 18.5 (65.3)                                | 11.9 (53.4)                                | 5.6 (42.1)                                 | 1.2 (34.2)                                 | 9.8 (49.6)                                 |
| 最低気温記録 °C （°F）                     | −12.3 (9.9)                                | −10.8 (12.6)                               | −7.6 (18.3)                                | −2.7 (27.1)                                | 2.3 (36.1)                                 | 6.5 (43.7)                                 | 13.2 (55.8)                                | 12.9 (55.2)                                | 6.8 (44.2)                                 | 0.0 (32)                                   | −2.9 (26.8)                                | −10.0 (14)                                 | −12.3 (9.9)                                |
| 降水量 mm （inch）                         | 77.7 (3.059)                               | 82.2 (3.236)                               | 105.8 (4.165)                              | 102.9 (4.051)                              | 130.7 (5.146)                              | 181.0 (7.126)                              | 181.7 (7.154)                              | 123.1 (4.846)                              | 167.0 (6.575)                              | 142.0 (5.591)                              | 74.4 (2.929)                               | 72.0 (2.835)                               | 1,440.5 (56.713)                           |
| 平均降水日数 （≥1.0 mm）                   | 11.3                                       | 11.7                                       | 11.7                                       | 10.4                                       | 10.2                                       | 11.8                                       | 12.3                                       | 8.6                                        | 10.4                                       | 9.5                                        | 8.6                                        | 10.6                                       | 127.0                                      |
| 平均月間日照時間                           | 106.0                                      | 114.1                                      | 154.6                                      | 175.5                                      | 186.3                                      | 135.2                                      | 152.7                                      | 201.0                                      | 149.4                                      | 151.0                                      | 136.4                                      | 119.2                                      | 1,781.3                                    |
| 出典1：気象庁                              |                                            |                                            |                                            |                                            |                                            |                                            |                                            |                                            |                                            |                                            |                                            |                                            |                                            |
| 出典2：気象庁                              |                                            |                                            |                                            |                                            |                                            |                                            |                                            |                                            |                                            |                                            |                                            |                                            |                                            |

### 緯度・経度
国土地理院地理情報によると東近江市の東西南北それぞれの端は以下の位置となっている。
|                                                                           | 北端 北緯35度15分07秒 東経136度05分07秒 / 北緯35.25194度 東経136.08528度 ↑ |                                                                           |
| 西端 北緯35度15分07秒 東経136度05分07秒 / 北緯35.25194度 東経136.08528度← | 市役所 北緯35度06分46秒 東経136度12分28秒 / 北緯35.11278度 東経136.20778度 | 東端 →北緯35度09分10秒 東経136度27分19秒 / 北緯35.15278度 東経136.45528度 |
|                                                                           | ↓ 南端 北緯35度00分50秒 東経136度24分17秒 / 北緯35.01389度 東経136.40472度 |                                                                           |

### 合併に伴う住所変更
合併に伴い、旧郡部の大字で「大字」が削除され末尾に「町」が付け加えられたほか、一部の住所が変更された。
旧八日市市
- 八日市町を除く全ての八日市地区の町は、町名の前に「八日市」を冠する。（例）上之町→八日市上之町
  - 変更された町：上之町、清水一-三丁目、金屋一-三丁目、野々宮町、浜野町、東浜町、東本町、本町、松尾町、緑町
- 建部地区は読みを「たけべ」から「たてべ」に変更[6]。

旧永源寺町
- 永源寺所在地の大字高野と門前町の大字相谷は、前に「永源寺」を冠する[7][8]。（例）永源寺相谷町

旧五個荘町
- 「荘」が続くと言いづらくなる大字宮荘を除き、全ての大字は前に「五個荘」を冠する[7]。（例）五個荘石川町
  - 大字下日吉については、歴史的につながりのある旧八日市市建部日吉町（旧建部村大字上日吉）と合わせるため、五個荘日吉町に変更。

旧愛東町
- 大字外は旧八日市市外町との重複を避けるため、前に「愛東」を冠し愛東外町（あいとうとのちょう）とする。
- 大字百済寺甲を除く大字百済寺○は地域住民にとって親しみのある町名に変更。
  - 大字百済寺乙→上山町
  - 大字百済寺丙→百済寺本町
  - 大字百済寺丁→百済寺町
  - 大字百済寺戊→北坂町

旧能登川町
- 大字佐生（さそ）は「さそう」とも読まれていたが、合併後の佐生町の読み方は「さそちょう」に統一された[9]。

旧蒲生町
- 大字大森と大字寺町は旧八日市市大森町、寺町との重複を避けるため、前に「蒲生」を冠する。なお旧八日市市寺町は「てらちょう」だが、蒲生寺町は「がもうてらまち」と読む。（例）蒲生大森町
  - 大字岡本は他地区と重複しないものの、御代参街道の宿場町として町おこしを行っていることなどから「蒲生」を冠する要望が強かったため、「蒲生岡本町」となった。
- 大字蒲生堂は「かもど[10]」と「かもうどう[11]」の二通りの読み方があるが、合併後の蒲生堂町の読み方は「かもうどうちょう」が採用されている。
- 大字鋳物師は「いもじ[12]」と「いものし[11]」の二通りの読み方があるが、合併後の鋳物師町の読み方は「いものしちょう」が採用されている。
- 大字外原（とのばら）は「とのはら」とも読まれていたが、合併後の外原町の読み方は「とのばらちょう」に統一された[9]。

### 隣接する自治体
滋賀県
- 彦根市
- 近江八幡市
- 甲賀市
- 犬上郡多賀町
- 愛知郡愛荘町
- 蒲生郡日野町・竜王町

三重県
- いなべ市
- 三重郡菰野町

## 歴史
- 2005年（平成17年）2月11日 - 八日市市、神崎郡永源寺町・五個荘町、愛知郡愛東町・湖東町が合併して発足[13]。
- 2006年（平成18年）1月1日 - 神崎郡能登川町・蒲生郡蒲生町を編入[14]。これにより、神崎郡は消滅。

| 所 属 郡 | 明治以前     | 明治以前     | 明治初年 - 明治11年     | 明治12年 - 明治22年                    | 明治22年 4月1日 町村制施行 | 明治22年 - 大正15年           | 昭和元年 - 昭和14年         | 昭和15年 - 昭和29年            | 昭和15年 - 昭和29年           | 昭和30年 - 昭和39年           | 昭和40年 - 昭和64年         | 平成元年 - 現在               | 現在     |
| -------- | ------------ | ------------ | ----------------------- | -------------------------------------- | -------------------------- | ----------------------------- | --------------------------- | ------------------------------ | ----------------------------- | ----------------------------- | --------------------------- | ----------------------------- | -------- |
| 神 崎 郡 | 境村         | 境村         | 境村                    | 境村                                   | 建部村                     | 建部村                        | 建部村                      | 建部村                         | 昭和29年8月15日 八日市市      | 八日市市                      | 八日市市                    | 平成17年2月11日 東近江市      | 東近江市 |
| 神 崎 郡 | 南村         | 南村         | 南村                    | 南村                                   | 建部村                     | 建部村                        | 建部村                      | 建部村                         | 昭和29年8月15日 八日市市      | 八日市市                      | 八日市市                    | 平成17年2月11日 東近江市      | 東近江市 |
| 神 崎 郡 | 上日吉村     | 上日吉村     | 上日吉村                | 上日吉村                               | 建部村                     | 建部村                        | 建部村                      | 建部村                         | 昭和29年8月15日 八日市市      | 八日市市                      | 八日市市                    | 平成17年2月11日 東近江市      | 東近江市 |
| 神 崎 郡 | 瓦屋寺村     | 瓦屋寺村     | 瓦屋寺村                | 瓦屋寺村                               | 建部村                     | 建部村                        | 建部村                      | 建部村                         | 昭和29年8月15日 八日市市      | 八日市市                      | 八日市市                    | 平成17年2月11日 東近江市      | 東近江市 |
| 神 崎 郡 | 北村         | 北村         | 北村                    | 北村                                   | 建部村                     | 建部村                        | 建部村                      | 建部村                         | 昭和29年8月15日 八日市市      | 八日市市                      | 八日市市                    | 平成17年2月11日 東近江市      | 東近江市 |
| 神 崎 郡 | 上中村       | 上中村       | 上中村                  | 上中村                                 | 建部村                     | 建部村                        | 建部村                      | 建部村                         | 昭和29年8月15日 八日市市      | 八日市市                      | 八日市市                    | 平成17年2月11日 東近江市      | 東近江市 |
| 神 崎 郡 | 下野村       | 下野村       | 下野村                  | 下野村                                 | 建部村                     | 建部村                        | 建部村                      | 建部村                         | 昭和29年8月15日 八日市市      | 八日市市                      | 八日市市                    | 平成17年2月11日 東近江市      | 東近江市 |
| 神 崎 郡 | 池田村       | 池田村       | 池田村                  | 池田村                                 | 御園村                     | 御園村                        | 御園村                      | 御園村                         | 昭和29年8月15日 八日市市      | 八日市市                      | 八日市市                    | 平成17年2月11日 東近江市      | 東近江市 |
| 神 崎 郡 | 今田居村     | 今田居村     | 今田居村                | 今田居村                               | 御園村                     | 御園村                        | 御園村                      | 御園村                         | 昭和29年8月15日 八日市市      | 八日市市                      | 八日市市                    | 平成17年2月11日 東近江市      | 東近江市 |
| 神 崎 郡 | 寺村         | 寺村         | 寺村                    | 寺村                                   | 御園村                     | 御園村                        | 御園村                      | 御園村                         | 昭和29年8月15日 八日市市      | 八日市市                      | 八日市市                    | 平成17年2月11日 東近江市      | 東近江市 |
| 神 崎 郡 | 岡田村       | 岡田村       | 岡田村                  | 岡田村                                 | 御園村                     | 御園村                        | 御園村                      | 御園村                         | 昭和29年8月15日 八日市市      | 八日市市                      | 八日市市                    | 平成17年2月11日 東近江市      | 東近江市 |
| 神 崎 郡 | 横居村       | 横居村       | 横居村                  | 明治16年 改称 薗畑村                   | 御園村                     | 御園村                        | 御園村                      | 御園村                         | 昭和29年8月15日 八日市市      | 八日市市                      | 八日市市                    | 平成17年2月11日 東近江市      | 東近江市 |
| 神 崎 郡 | 林田村       | 林田村       | 林田村                  | 林田村                                 | 御園村                     | 御園村                        | 御園村                      | 御園村                         | 昭和29年8月15日 八日市市      | 八日市市                      | 八日市市                    | 平成17年2月11日 東近江市      | 東近江市 |
| 神 崎 郡 | 上村         | 上村         | 上村                    | 上村                                   | 御園村                     | 御園村                        | 御園村                      | 御園村                         | 昭和29年8月15日 八日市市      | 八日市市                      | 八日市市                    | 平成17年2月11日 東近江市      | 東近江市 |
| 神 崎 郡 | 中小路村     | 中小路村     | 中小路村                | 中小路村                               | 御園村                     | 御園村                        | 御園村                      | 御園村                         | 昭和29年8月15日 八日市市      | 八日市市                      | 八日市市                    | 平成17年2月11日 東近江市      | 東近江市 |
| 神 崎 郡 | 妙法寺村     | 妙法寺村     | 妙法寺村                | 妙法寺村                               | 御園村                     | 御園村                        | 御園村                      | 御園村                         | 昭和29年8月15日 八日市市      | 八日市市                      | 八日市市                    | 平成17年2月11日 東近江市      | 東近江市 |
| 神 崎 郡 | 野村         | 野村         | 野村                    | 野村                                   | 御園村                     | 御園村                        | 御園村                      | 御園村                         | 昭和29年8月15日 八日市市      | 八日市市                      | 八日市市                    | 平成17年2月11日 東近江市      | 東近江市 |
| 神 崎 郡 | 神田村       | 神田村       | 神田村                  | 神田村                                 | 御園村                     | 御園村                        | 御園村                      | 御園村                         | 昭和29年8月15日 八日市市      | 八日市市                      | 八日市市                    | 平成17年2月11日 東近江市      | 東近江市 |
| 神 崎 郡 | 外村         | 外村         | 外村                    | 外村                                   | 御園村                     | 御園村                        | 御園村                      | 御園村                         | 昭和29年8月15日 八日市市      | 八日市市                      | 八日市市                    | 平成17年2月11日 東近江市      | 東近江市 |
| 神 崎 郡 | 川合寺村     | 一部を除く   | 川合寺村                | 川合寺村                               | 御園村                     | 御園村                        | 御園村                      | 御園村                         | 昭和29年8月15日 八日市市      | 八日市市                      | 八日市市                    | 平成17年2月11日 東近江市      | 東近江市 |
| 神 崎 郡 | 川合寺村     | 一部         | 川合寺村                | 川合寺村                               | 神崎郡 八日市町            | 八日市町                      | 八日市町                    | 昭和29年3月21日 神崎郡八日市町 | 昭和29年8月15日 八日市市      | 八日市市                      | 八日市市                    | 平成17年2月11日 東近江市      | 東近江市 |
| 神 崎 郡 | 八日市村     | 八日市村     | 八日市村                | 八日市村                               | 神崎郡 八日市町            | 八日市町                      | 八日市町                    | 昭和29年3月21日 神崎郡八日市町 | 昭和29年8月15日 八日市市      | 八日市市                      | 八日市市                    | 平成17年2月11日 東近江市      | 東近江市 |
| 神 崎 郡 | 浜野村       | 浜野村       | 浜野村                  | 浜野村                                 | 神崎郡 八日市町            | 八日市町                      | 八日市町                    | 昭和29年3月21日 神崎郡八日市町 | 昭和29年8月15日 八日市市      | 八日市市                      | 八日市市                    | 平成17年2月11日 東近江市      | 東近江市 |
| 蒲 生 郡 | 金屋村       | 金屋村       | 金屋村                  | 金屋村                                 | 神崎郡 八日市町            | 八日市町                      | 八日市町                    | 昭和29年3月21日 神崎郡八日市町 | 昭和29年8月15日 八日市市      | 八日市市                      | 八日市市                    | 平成17年2月11日 東近江市      | 東近江市 |
| 蒲 生 郡 | 小脇村       | 一部         | 小脇村                  | 小脇村                                 | 神崎郡 八日市町            | 八日市町                      | 八日市町                    | 昭和29年3月21日 神崎郡八日市町 | 昭和29年8月15日 八日市市      | 八日市市                      | 八日市市                    | 平成17年2月11日 東近江市      | 東近江市 |
| 蒲 生 郡 | 小脇村       | 一部を除く   | 小脇村                  | 小脇村                                 | 中野村                     | 中野村                        | 中野村                      | 昭和29年3月21日 神崎郡八日市町 | 昭和29年8月15日 八日市市      | 八日市市                      | 八日市市                    | 平成17年2月11日 東近江市      | 東近江市 |
| 蒲 生 郡 | 中野村       | 中野村       | 中野村                  | 中野村                                 | 中野村                     | 中野村                        | 中野村                      | 昭和29年3月21日 神崎郡八日市町 | 昭和29年8月15日 八日市市      | 八日市市                      | 八日市市                    | 平成17年2月11日 東近江市      | 東近江市 |
| 蒲 生 郡 | 今在家村     | 今在家村     | 明治7年 改称 今崎村     | 今崎村                                 | 中野村                     | 中野村                        | 中野村                      | 昭和29年3月21日 神崎郡八日市町 | 昭和29年8月15日 八日市市      | 八日市市                      | 八日市市                    | 平成17年2月11日 東近江市      | 東近江市 |
| 蒲 生 郡 | 今堀村       | 今堀村       | 今堀村                  | 今堀村                                 | 中野村                     | 中野村                        | 中野村                      | 昭和29年3月21日 神崎郡八日市町 | 昭和29年8月15日 八日市市      | 八日市市                      | 八日市市                    | 平成17年2月11日 東近江市      | 東近江市 |
| 蒲 生 郡 | 小今在家村   | 小今在家村   | 明治7年 改称 小今村     | 小今村                                 | 中野村                     | 中野村                        | 中野村                      | 昭和29年3月21日 神崎郡八日市町 | 昭和29年8月15日 八日市市      | 八日市市                      | 八日市市                    | 平成17年2月11日 東近江市      | 東近江市 |
| 蒲 生 郡 | 東古保志塚村 | 東古保志塚村 | 明治7年 市辺村          | 市辺村                                 | 市辺村                     | 市辺村                        | 市辺村                      | 市辺村                         | 昭和29年8月15日 八日市市      | 八日市市                      | 八日市市                    | 平成17年2月11日 東近江市      | 東近江市 |
| 蒲 生 郡 | 西古保志塚村 |              | 明治7年 市辺村          | 市辺村                                 | 市辺村                     | 市辺村                        | 市辺村                      | 市辺村                         | 昭和29年8月15日 八日市市      | 八日市市                      | 八日市市                    | 平成17年2月11日 東近江市      | 東近江市 |
| 蒲 生 郡 | 糠塚村       | 糠塚村       | 糠塚村                  | 糠塚村                                 | 市辺村                     | 市辺村                        | 市辺村                      | 市辺村                         | 昭和29年8月15日 八日市市      | 八日市市                      | 八日市市                    | 平成17年2月11日 東近江市      | 東近江市 |
| 蒲 生 郡 | 三津屋村     | 三津屋村     | 三津屋村                | 三津屋村                               | 市辺村                     | 市辺村                        | 市辺村                      | 市辺村                         | 昭和29年8月15日 八日市市      | 八日市市                      | 八日市市                    | 平成17年2月11日 東近江市      | 東近江市 |
| 蒲 生 郡 | 布施村       | 布施村       | 布施村                  | 布施村                                 | 市辺村                     | 市辺村                        | 市辺村                      | 市辺村                         | 昭和29年8月15日 八日市市      | 八日市市                      | 八日市市                    | 平成17年2月11日 東近江市      | 東近江市 |
| 蒲 生 郡 | 蛇溝村       | 蛇溝村       | 蛇溝村                  | 蛇溝村                                 | 市辺村                     | 市辺村                        | 市辺村                      | 市辺村                         | 昭和29年8月15日 八日市市      | 八日市市                      | 八日市市                    | 平成17年2月11日 東近江市      | 東近江市 |
| 蒲 生 郡 | 芝原村       | 芝原村       | 芝原村                  | 芝原村                                 | 玉緒村                     | 玉緒村                        | 玉緒村                      | 玉緒村                         | 昭和29年8月15日 八日市市      | 八日市市                      | 八日市市                    | 平成17年2月11日 東近江市      | 東近江市 |
| 蒲 生 郡 | 南村         | 南村         | 明治7年 改称 柴原南村   | 柴原南村                               | 玉緒村                     | 玉緒村                        | 玉緒村                      | 玉緒村                         | 昭和29年8月15日 八日市市      | 八日市市                      | 八日市市                    | 平成17年2月11日 東近江市      | 東近江市 |
| 蒲 生 郡 | 下二俣村     | 下二俣村     | 下二俣村                | 下二俣村                               | 玉緒村                     | 玉緒村                        | 玉緒村                      | 玉緒村                         | 昭和29年8月15日 八日市市      | 八日市市                      | 八日市市                    | 平成17年2月11日 東近江市      | 東近江市 |
| 蒲 生 郡 | 尻無村       | 尻無村       | 尻無村                  | 尻無村                                 | 玉緒村                     | 玉緒村                        | 玉緒村                      | 玉緒村                         | 昭和29年8月15日 八日市市      | 八日市市                      | 八日市市                    | 平成17年2月11日 東近江市      | 東近江市 |
| 蒲 生 郡 | 下大森村     | 下大森村     | 下大森村                | 下大森村                               | 玉緒村                     | 玉緒村                        | 玉緒村                      | 玉緒村                         | 昭和29年8月15日 八日市市      | 八日市市                      | 八日市市                    | 平成17年2月11日 東近江市      | 東近江市 |
| 蒲 生 郡 | 上大森村     | 上大森村     | 上大森村                | 上大森村                               | 玉緒村                     | 玉緒村                        | 玉緒村                      | 玉緒村                         | 昭和29年8月15日 八日市市      | 八日市市                      | 八日市市                    | 平成17年2月11日 東近江市      | 東近江市 |
| 蒲 生 郡 | 土器村       | 土器村       | 土器村                  | 土器村                                 | 玉緒村                     | 玉緒村                        | 玉緒村                      | 玉緒村                         | 昭和29年8月15日 八日市市      | 八日市市                      | 八日市市                    | 平成17年2月11日 東近江市      | 東近江市 |
| 蒲 生 郡 | 瓜生津村     | 瓜生津村     | 瓜生津村                | 瓜生津村                               | 玉緒村                     | 玉緒村                        | 玉緒村                      | 玉緒村                         | 昭和29年8月15日 八日市市      | 八日市市                      | 八日市市                    | 平成17年2月11日 東近江市      | 東近江市 |
| 蒲 生 郡 | 上平木村     | 上平木村     | 上平木村                | 上平木村                               | 平田村                     | 平田村                        | 平田村                      | 平田村                         | 昭和29年8月15日 八日市市      | 八日市市                      | 八日市市                    | 平成17年2月11日 東近江市      | 東近江市 |
| 蒲 生 郡 | 下平木村     | 下平木村     | 下平木村                | 下平木村                               | 平田村                     | 平田村                        | 平田村                      | 平田村                         | 昭和29年8月15日 八日市市      | 八日市市                      | 八日市市                    | 平成17年2月11日 東近江市      | 東近江市 |
| 蒲 生 郡 | 柏木村       | 柏木村       | 柏木村                  | 柏木村                                 | 平田村                     | 平田村                        | 平田村                      | 平田村                         | 昭和29年8月15日 八日市市      | 八日市市                      | 八日市市                    | 平成17年2月11日 東近江市      | 東近江市 |
| 蒲 生 郡 | 下羽田村     | 下羽田村     | 下羽田村                | 下羽田村                               | 平田村                     | 平田村                        | 平田村                      | 平田村                         | 昭和29年8月15日 八日市市      | 八日市市                      | 八日市市                    | 平成17年2月11日 東近江市      | 東近江市 |
| 蒲 生 郡 | 中羽田村     | 中羽田村     | 中羽田村                | 中羽田村                               | 平田村                     | 平田村                        | 平田村                      | 平田村                         | 昭和29年8月15日 八日市市      | 八日市市                      | 八日市市                    | 平成17年2月11日 東近江市      | 東近江市 |
| 蒲 生 郡 | 上羽田村     | 上羽田村     | 上羽田村                | 上羽田村                               | 平田村                     | 平田村                        | 平田村                      | 平田村                         | 昭和29年8月15日 八日市市      | 八日市市                      | 八日市市                    | 平成17年2月11日 東近江市      | 東近江市 |
| 蒲 生 郡 | 清水鼻村     | 清水鼻村     | 清水鼻村                | 清水鼻村                               | 老蘇村 の一部              | 老蘇村の一部                  | 老蘇村の一部                | 老蘇村の一部                   | 昭和29年4月1日 安土町の一部   | 昭和30年1月1日 五個荘町       | 五個荘町                    | 平成17年2月11日 東近江市      | 東近江市 |
| 神 崎 郡 | 伊野部村     | 伊野部村     | 伊野部村                | 伊野部村                               | 東五個荘村                 | 明治23年3月15日 改称 旭村     | 旭村                        | 旭村                           | 旭村                          | 昭和30年1月1日 五個荘町       | 五個荘町                    | 平成17年2月11日 東近江市      | 東近江市 |
| 神 崎 郡 | 平坂村       | 平坂村       | 平坂村                  | 平坂村                                 | 東五個荘村                 | 明治23年3月15日 改称 旭村     | 旭村                        | 旭村                           | 旭村                          | 昭和30年1月1日 五個荘町       | 五個荘町                    | 平成17年2月11日 東近江市      | 東近江市 |
| 神 崎 郡 | 山本村       | 山本村       | 山本村                  | 山本村                                 | 東五個荘村                 | 明治23年3月15日 改称 旭村     | 旭村                        | 旭村                           | 旭村                          | 昭和30年1月1日 五個荘町       | 五個荘町                    | 平成17年2月11日 東近江市      | 東近江市 |
| 神 崎 郡 | 石塚村       | 石塚村       | 石塚村                  | 石塚村                                 | 東五個荘村                 | 明治23年3月15日 改称 旭村     | 旭村                        | 旭村                           | 旭村                          | 昭和30年1月1日 五個荘町       | 五個荘町                    | 平成17年2月11日 東近江市      | 東近江市 |
| 神 崎 郡 | 三俣村       | 三俣村       | 三俣村                  | 三俣村                                 | 東五個荘村                 | 明治23年3月15日 改称 旭村     | 旭村                        | 旭村                           | 旭村                          | 昭和30年1月1日 五個荘町       | 五個荘町                    | 平成17年2月11日 東近江市      | 東近江市 |
| 神 崎 郡 | 奥村         | 奥村         | 奥村                    | 奥村                                   | 東五個荘村                 | 明治23年3月15日 改称 旭村     | 旭村                        | 旭村                           | 旭村                          | 昭和30年1月1日 五個荘町       | 五個荘町                    | 平成17年2月11日 東近江市      | 東近江市 |
| 神 崎 郡 | 木流村       | 木流村       | 木流村                  | 木流村                                 | 東五個荘村                 | 明治23年3月15日 改称 旭村     | 旭村                        | 旭村                           | 旭村                          | 昭和30年1月1日 五個荘町       | 五個荘町                    | 平成17年2月11日 東近江市      | 東近江市 |
| 神 崎 郡 | 新堂村       | 新堂村       | 新堂村                  | 新堂村                                 | 東五個荘村                 | 明治23年3月15日 改称 旭村     | 旭村                        | 旭村                           | 旭村                          | 昭和30年1月1日 五個荘町       | 五個荘町                    | 平成17年2月11日 東近江市      | 東近江市 |
| 神 崎 郡 | 北町屋村     | 一部を除く   | 北町屋村                | 北町屋村                               | 東五個荘村                 | 明治23年3月15日 改称 旭村     | 旭村                        | 旭村                           | 旭村                          | 昭和30年1月1日 五個荘町       | 五個荘町                    | 平成17年2月11日 東近江市      | 東近江市 |
| 神 崎 郡 | 北町屋村     | 一部         | 明治8年 分立 石川村     | 石川村                                 | 南五個荘村                 | 南五個荘村                    | 南五個荘村                  | 南五個荘村                     | 南五個荘村                    | 昭和30年1月1日 五個荘町       | 五個荘町                    | 平成17年2月11日 東近江市      | 東近江市 |
| 神 崎 郡 | 川並村       | 一部         | 明治8年 分立 石川村     | 石川村                                 | 南五個荘村                 | 南五個荘村                    | 南五個荘村                  | 南五個荘村                     | 南五個荘村                    | 昭和30年1月1日 五個荘町       | 五個荘町                    | 平成17年2月11日 東近江市      | 東近江市 |
| 神 崎 郡 | 川並村       | 一部を除く   | 川並村                  | 川並村                                 | 南五個荘村                 | 南五個荘村                    | 南五個荘村                  | 南五個荘村                     | 南五個荘村                    | 昭和30年1月1日 五個荘町       | 五個荘町                    | 平成17年2月11日 東近江市      | 東近江市 |
| 神 崎 郡 | 川並村       | 一部         | 明治7年 分立 塚本村     | 塚本村                                 | 南五個荘村                 | 南五個荘村                    | 南五個荘村                  | 南五個荘村                     | 南五個荘村                    | 昭和30年1月1日 五個荘町       | 五個荘町                    | 平成17年2月11日 東近江市      | 東近江市 |
| 神 崎 郡 | 金堂村       | 一部         | 明治7年 分立 塚本村     | 塚本村                                 | 南五個荘村                 | 南五個荘村                    | 南五個荘村                  | 南五個荘村                     | 南五個荘村                    | 昭和30年1月1日 五個荘町       | 五個荘町                    | 平成17年2月11日 東近江市      | 東近江市 |
| 神 崎 郡 | 金堂村       | 一部を除く   | 金堂村                  | 金堂村                                 | 南五個荘村                 | 南五個荘村                    | 南五個荘村                  | 南五個荘村                     | 南五個荘村                    | 昭和30年1月1日 五個荘町       | 五個荘町                    | 平成17年2月11日 東近江市      | 東近江市 |
| 神 崎 郡 | 石馬寺村     | 石馬寺村     | 石馬寺村                | 石馬寺村                               | 南五個荘村                 | 南五個荘村                    | 南五個荘村                  | 南五個荘村                     | 南五個荘村                    | 昭和30年1月1日 五個荘町       | 五個荘町                    | 平成17年2月11日 東近江市      | 東近江市 |
| 神 崎 郡 | 七里村       | 七里村       | 七里村                  | 七里村                                 | 南五個荘村                 | 南五個荘村                    | 南五個荘村                  | 南五個荘村                     | 南五個荘村                    | 昭和30年1月1日 五個荘町       | 五個荘町                    | 平成17年2月11日 東近江市      | 東近江市 |
| 神 崎 郡 | 下日吉村     | 下日吉村     | 下日吉村                | 下日吉村                               | 南五個荘村                 | 南五個荘村                    | 南五個荘村                  | 南五個荘村                     | 南五個荘村                    | 昭和30年1月1日 五個荘町       | 五個荘町                    | 平成17年2月11日 東近江市      | 東近江市 |
| 神 崎 郡 | 位田村       | 位田村       | 位田村                  | 明治12年 竜田村                        | 北五個荘村                 | 北五個荘村                    | 北五個荘村                  | 北五個荘村                     | 北五個荘村                    | 昭和30年1月1日 五個荘町       | 五個荘町                    | 平成17年2月11日 東近江市      | 東近江市 |
| 神 崎 郡 | 市田村       | 市田村       | 市田村                  | 明治12年 竜田村                        | 北五個荘村                 | 北五個荘村                    | 北五個荘村                  | 北五個荘村                     | 北五個荘村                    | 昭和30年1月1日 五個荘町       | 五個荘町                    | 平成17年2月11日 東近江市      | 東近江市 |
| 神 崎 郡 | 小幡村       | 小幡村       | 小幡村                  | 小幡村                                 | 北五個荘村                 | 北五個荘村                    | 北五個荘村                  | 北五個荘村                     | 北五個荘村                    | 昭和30年1月1日 五個荘町       | 五個荘町                    | 平成17年2月11日 東近江市      | 東近江市 |
| 神 崎 郡 | 中村         | 中村         | 中村                    | 中村                                   | 北五個荘村                 | 北五個荘村                    | 北五個荘村                  | 北五個荘村                     | 北五個荘村                    | 昭和30年1月1日 五個荘町       | 五個荘町                    | 平成17年2月11日 東近江市      | 東近江市 |
| 神 崎 郡 | 簗瀬村       | 簗瀬村       | 簗瀬村                  | 簗瀬村                                 | 北五個荘村                 | 北五個荘村                    | 北五個荘村                  | 北五個荘村                     | 北五個荘村                    | 昭和30年1月1日 五個荘町       | 五個荘町                    | 平成17年2月11日 東近江市      | 東近江市 |
| 神 崎 郡 | 和田村       | 和田村       | 和田村                  | 和田村                                 | 北五個荘村                 | 北五個荘村                    | 北五個荘村                  | 北五個荘村                     | 北五個荘村                    | 昭和30年1月1日 五個荘町       | 五個荘町                    | 平成17年2月11日 東近江市      | 東近江市 |
| 神 崎 郡 | 河曲村       | 河曲村       | 河曲村                  | 河曲村                                 | 北五個荘村                 | 北五個荘村                    | 北五個荘村                  | 北五個荘村                     | 北五個荘村                    | 昭和30年1月1日 五個荘町       | 五個荘町                    | 平成17年2月11日 東近江市      | 東近江市 |
| 神 崎 郡 | 北庄村       | 北庄村       | 北庄村                  | 明治11年 改称 宮荘村                   | 北五個荘村                 | 北五個荘村                    | 北五個荘村                  | 北五個荘村                     | 北五個荘村                    | 昭和30年1月1日 五個荘町       | 五個荘町                    | 平成17年2月11日 東近江市      | 東近江市 |
| 神 崎 郡 | 五位田村     | 五位田村     | 五位田村                | 明治11年 改称 宮荘村                   | 北五個荘村                 | 北五個荘村                    | 北五個荘村                  | 北五個荘村                     | 北五個荘村                    | 昭和30年1月1日 五個荘町       | 五個荘町                    | 平成17年2月11日 東近江市      | 東近江市 |
| 愛 知 郡 | 平尾村       | 平尾村       | 平尾村                  | 平尾村                                 | 角井村                     | 角井村                        | 角井村                      | 角井村                         | 角井村                        | 昭和30年2月11日 愛東村        | 昭和46年2月11日 町制 愛東町 | 平成17年2月11日 東近江市      | 東近江市 |
| 愛 知 郡 | 園村         | 園村         | 園村                    | 園村                                   | 角井村                     | 角井村                        | 角井村                      | 角井村                         | 角井村                        | 昭和30年2月11日 愛東村        | 昭和46年2月11日 町制 愛東町 | 平成17年2月11日 東近江市      | 東近江市 |
| 愛 知 郡 | 大林新田     | 大林新田     | 明治7年10月 改称 大林村 | 大林村                                 | 角井村                     | 角井村                        | 角井村                      | 角井村                         | 角井村                        | 昭和30年2月11日 愛東村        | 昭和46年2月11日 町制 愛東町 | 平成17年2月11日 東近江市      | 東近江市 |
| 愛 知 郡 | 市ヶ原村     | 市ヶ原村     | 市ヶ原村                | 市ヶ原村                               | 角井村                     | 角井村                        | 角井村                      | 角井村                         | 角井村                        | 昭和30年2月11日 愛東村        | 昭和46年2月11日 町制 愛東町 | 平成17年2月11日 東近江市      | 東近江市 |
| 愛 知 郡 | 上中野村     | 上中野村     | 上中野村                | 上中野村                               | 角井村                     | 角井村                        | 角井村                      | 角井村                         | 角井村                        | 昭和30年2月11日 愛東村        | 昭和46年2月11日 町制 愛東町 | 平成17年2月11日 東近江市      | 東近江市 |
| 愛 知 郡 | 下中野村     | 下中野村     | 下中野村                | 下中野村                               | 角井村                     | 角井村                        | 角井村                      | 角井村                         | 角井村                        | 昭和30年2月11日 愛東村        | 昭和46年2月11日 町制 愛東町 | 平成17年2月11日 東近江市      | 東近江市 |
| 愛 知 郡 | 池ノ尻村     | 池ノ尻村     | 池ノ尻村                | 池ノ尻村                               | 角井村                     | 角井村                        | 角井村                      | 角井村                         | 角井村                        | 昭和30年2月11日 愛東村        | 昭和46年2月11日 町制 愛東町 | 平成17年2月11日 東近江市      | 東近江市 |
| 愛 知 郡 | 百済寺村     | 百済寺村     | 百済寺村                | 百済寺村                               | 角井村                     | 角井村                        | 角井村                      | 角井村                         | 角井村                        | 昭和30年2月11日 愛東村        | 昭和46年2月11日 町制 愛東町 | 平成17年2月11日 東近江市      | 東近江市 |
| 愛 知 郡 | 大覚寺村     | 大覚寺村     | 大覚寺村                | 大覚寺村                               | 角井村                     | 角井村                        | 角井村                      | 角井村                         | 角井村                        | 昭和30年2月11日 愛東村        | 昭和46年2月11日 町制 愛東町 | 平成17年2月11日 東近江市      | 東近江市 |
| 愛 知 郡 | 外村         | 外村         | 外村                    | 外村                                   | 西小椋村                   | 西小椋村                      | 西小椋村                    | 西小椋村                       | 西小椋村                      | 昭和30年2月11日 愛東村        | 昭和46年2月11日 町制 愛東町 | 平成17年2月11日 東近江市      | 東近江市 |
| 愛 知 郡 | 小倉村       | 小倉村       | 小倉村                  | 小倉村                                 | 西小椋村                   | 西小椋村                      | 西小椋村                    | 西小椋村                       | 西小椋村                      | 昭和30年2月11日 愛東村        | 昭和46年2月11日 町制 愛東町 | 平成17年2月11日 東近江市      | 東近江市 |
| 愛 知 郡 | 青山村       | 青山村       | 青山村                  | 青山村                                 | 西小椋村                   | 西小椋村                      | 西小椋村                    | 西小椋村                       | 西小椋村                      | 昭和30年2月11日 愛東村        | 昭和46年2月11日 町制 愛東町 | 平成17年2月11日 東近江市      | 東近江市 |
| 愛 知 郡 | 曽根村       | 曽根村       | 曽根村                  | 曽根村                                 | 西小椋村                   | 西小椋村                      | 西小椋村                    | 西小椋村                       | 西小椋村                      | 昭和30年2月11日 愛東村        | 昭和46年2月11日 町制 愛東町 | 平成17年2月11日 東近江市      | 東近江市 |
| 愛 知 郡 | 妹村         | 妹村         | 妹村                    | 妹村                                   | 西小椋村                   | 西小椋村                      | 西小椋村                    | 西小椋村                       | 西小椋村                      | 昭和30年2月11日 愛東村        | 昭和46年2月11日 町制 愛東町 | 平成17年2月11日 東近江市      | 東近江市 |
| 愛 知 郡 | 中戸村       | 中戸村       | 中戸村                  | 中戸村                                 | 西小椋村                   | 西小椋村                      | 西小椋村                    | 西小椋村                       | 西小椋村                      | 昭和30年2月11日 愛東村        | 昭和46年2月11日 町制 愛東町 | 平成17年2月11日 東近江市      | 東近江市 |
| 愛 知 郡 | 鯰江村       | 鯰江村       | 鯰江村                  | 鯰江村                                 | 西小椋村                   | 西小椋村                      | 西小椋村                    | 西小椋村                       | 西小椋村                      | 昭和30年2月11日 愛東村        | 昭和46年2月11日 町制 愛東町 | 平成17年2月11日 東近江市      | 東近江市 |
| 愛 知 郡 | 上岸本村     | 一部を除く   | 上岸本村                | 上岸本村                               | 西小椋村                   | 西小椋村                      | 西小椋村                    | 西小椋村                       | 西小椋村                      | 昭和30年2月11日 愛東村        | 昭和46年2月11日 町制 愛東町 | 平成17年2月11日 東近江市      | 東近江市 |
| 愛 知 郡 | 上岸本村     | 一部         | 上岸本村                | 明治12年 分立 梅林村                   | 西小椋村                   | 西小椋村                      | 西小椋村                    | 西小椋村                       | 西小椋村                      | 昭和30年2月11日 愛東村        | 昭和46年2月11日 町制 愛東町 | 平成17年2月11日 東近江市      | 東近江市 |
| 愛 知 郡 | 中岸本村     | 一部         | 中岸本村                | 明治12年 分立 梅林村                   | 西小椋村                   | 西小椋村                      | 西小椋村                    | 西小椋村                       | 西小椋村                      | 昭和30年2月11日 愛東村        | 昭和46年2月11日 町制 愛東町 | 平成17年2月11日 東近江市      | 東近江市 |
| 愛 知 郡 | 下岸本村     | 一部         | 下岸本村                | 明治12年 分立 梅林村                   | 西小椋村                   | 西小椋村                      | 西小椋村                    | 西小椋村                       | 西小椋村                      | 昭和30年2月11日 愛東村        | 昭和46年2月11日 町制 愛東町 | 平成17年2月11日 東近江市      | 東近江市 |
| 愛 知 郡 | 下岸本村     | 一部を除く   | 下岸本村                | 下岸本村                               | 豊椋村                     | 豊椋村                        | 豊椋村                      | 豊椋村                         | 昭和29年11月3日 湖東町        | 湖東町                        | 湖東町                      | 平成17年2月11日 東近江市      | 東近江市 |
| 愛 知 郡 | 中岸本村     | 一部を除く   | 中岸本村                | 中岸本村                               | 豊椋村                     | 豊椋村                        | 豊椋村                      | 豊椋村                         | 昭和29年11月3日 湖東町        | 湖東町                        | 湖東町                      | 平成17年2月11日 東近江市      | 東近江市 |
| 愛 知 郡 | 小田苅村     | 小田苅村     | 小田苅村                | 小田苅村                               | 豊椋村                     | 豊椋村                        | 豊椋村                      | 豊椋村                         | 昭和29年11月3日 湖東町        | 湖東町                        | 湖東町                      | 平成17年2月11日 東近江市      | 東近江市 |
| 愛 知 郡 | 大清水村     | 大清水村     | 大清水村                | 大清水村                               | 豊椋村                     | 豊椋村                        | 豊椋村                      | 豊椋村                         | 昭和29年11月3日 湖東町        | 湖東町                        | 湖東町                      | 平成17年2月11日 東近江市      | 東近江市 |
| 愛 知 郡 | 南清水村     | 南清水村     | 南清水村                | 南清水村                               | 豊椋村                     | 豊椋村                        | 豊椋村                      | 豊椋村                         | 昭和29年11月3日 湖東町        | 湖東町                        | 湖東町                      | 平成17年2月11日 東近江市      | 東近江市 |
| 愛 知 郡 | 北清水村     | 北清水村     | 北清水村                | 北清水村                               | 豊椋村                     | 豊椋村                        | 豊椋村                      | 豊椋村                         | 昭和29年11月3日 湖東町        | 湖東町                        | 湖東町                      | 平成17年2月11日 東近江市      | 東近江市 |
| 愛 知 郡 | 清水中村     | 清水中村     | 清水中村                | 清水中村                               | 豊椋村                     | 豊椋村                        | 豊椋村                      | 豊椋村                         | 昭和29年11月3日 湖東町        | 湖東町                        | 湖東町                      | 平成17年2月11日 東近江市      | 東近江市 |
| 愛 知 郡 | 小池村       | 小池村       | 小池村                  | 小池村                                 | 豊椋村                     | 豊椋村                        | 豊椋村                      | 豊椋村                         | 昭和29年11月3日 湖東町        | 湖東町                        | 湖東町                      | 平成17年2月11日 東近江市      | 東近江市 |
| 愛 知 郡 | 長村         | 長村         | 長村                    | 長村                                   | 豊椋村                     | 豊椋村                        | 豊椋村                      | 豊椋村                         | 昭和29年11月3日 湖東町        | 湖東町                        | 湖東町                      | 平成17年2月11日 東近江市      | 東近江市 |
| 愛 知 郡 | 池庄村       | 池庄村       | 池庄村                  | 池庄村                                 | 豊椋村                     | 豊椋村                        | 豊椋村                      | 豊椋村                         | 昭和29年11月3日 湖東町        | 湖東町                        | 湖東町                      | 平成17年2月11日 東近江市      | 東近江市 |
| 愛 知 郡 | 大沢新町村   | 大沢新町村   | 大沢新町村              | 明治12年 改称 大沢村                   | 東押立村                   | 東押立村                      | 東押立村                    | 東押立村                       | 昭和29年11月3日 湖東町        | 湖東町                        | 湖東町                      | 平成17年2月11日 東近江市      | 東近江市 |
| 愛 知 郡 | 南花沢村     | 南花沢村     | 南花沢村                | 南花沢村                               | 東押立村                   | 東押立村                      | 東押立村                    | 東押立村                       | 昭和29年11月3日 湖東町        | 湖東町                        | 湖東町                      | 平成17年2月11日 東近江市      | 東近江市 |
| 愛 知 郡 | 北花沢村     | 北花沢村     | 北花沢村                | 北花沢村                               | 東押立村                   | 東押立村                      | 東押立村                    | 東押立村                       | 昭和29年11月3日 湖東町        | 湖東町                        | 湖東町                      | 平成17年2月11日 東近江市      | 東近江市 |
| 愛 知 郡 | 読合堂村     | 読合堂村     | 読合堂村                | 読合堂村                               | 東押立村                   | 東押立村                      | 東押立村                    | 東押立村                       | 昭和29年11月3日 湖東町        | 湖東町                        | 湖東町                      | 平成17年2月11日 東近江市      | 東近江市 |
| 愛 知 郡 | 中里村       | 中里村       | 中里村                  | 中里村                                 | 東押立村                   | 東押立村                      | 東押立村                    | 東押立村                       | 昭和29年11月3日 湖東町        | 湖東町                        | 湖東町                      | 平成17年2月11日 東近江市      | 東近江市 |
| 愛 知 郡 | 湯屋村       | 湯屋村       | 湯屋村                  | 湯屋村                                 | 東押立村                   | 東押立村                      | 東押立村                    | 東押立村                       | 昭和29年11月3日 湖東町        | 湖東町                        | 湖東町                      | 平成17年2月11日 東近江市      | 東近江市 |
| 愛 知 郡 | 祇園村       | 祇園村       | 祇園村                  | 祇園村                                 | 東押立村                   | 東押立村                      | 東押立村                    | 東押立村                       | 昭和29年11月3日 湖東町        | 湖東町                        | 湖東町                      | 平成17年2月11日 東近江市      | 東近江市 |
| 愛 知 郡 | 平柳村       | 平柳村       | 平柳村                  | 平柳村                                 | 東押立村                   | 東押立村                      | 東押立村                    | 東押立村                       | 昭和29年11月3日 湖東町        | 湖東町                        | 湖東町                      | 平成17年2月11日 東近江市      | 東近江市 |
| 愛 知 郡 | 僧坊村       | 僧坊村       | 僧坊村                  | 僧坊村                                 | 東押立村                   | 東押立村                      | 東押立村                    | 東押立村                       | 昭和29年11月3日 湖東町        | 湖東町                        | 湖東町                      | 平成17年2月11日 東近江市      | 東近江市 |
| 愛 知 郡 | 下里村       | 下里村       | 下里村                  | 下里村                                 | 東押立村                   | 東押立村                      | 東押立村                    | 東押立村                       | 昭和29年11月3日 湖東町        | 湖東町                        | 湖東町                      | 平成17年2月11日 東近江市      | 東近江市 |
| 愛 知 郡 | 平松村       | 平松村       | 平松村                  | 平松村                                 | 東押立村                   | 東押立村                      | 東押立村                    | 東押立村                       | 昭和29年11月3日 湖東町        | 湖東町                        | 湖東町                      | 平成17年2月11日 東近江市      | 東近江市 |
| 愛 知 郡 | 中一色村     | 中一色村     | 中一色村                | 中一色村                               | 東押立村                   | 東押立村                      | 東押立村                    | 東押立村                       | 昭和29年11月3日 湖東町        | 湖東町                        | 湖東町                      | 平成17年2月11日 東近江市      | 東近江市 |
| 愛 知 郡 | 今在家村     | 今在家村     | 今在家村                | 今在家村                               | 東押立村                   | 東押立村                      | 東押立村                    | 東押立村                       | 昭和29年11月3日 湖東町        | 湖東町                        | 湖東町                      | 平成17年2月11日 東近江市      | 東近江市 |
| 愛 知 郡 | 小八木村     | 小八木村     | 小八木村                | 小八木村                               | 東押立村                   | 東押立村                      | 東押立村                    | 東押立村                       | 昭和29年11月3日 湖東町        | 湖東町                        | 湖東町                      | 平成17年2月11日 東近江市      | 東近江市 |
| 愛 知 郡 | 下一色村     | 下一色村     | 下一色村                | 下一色村                               | 西押立村                   | 西押立村                      | 西押立村                    | 西押立村                       | 昭和29年11月3日 湖東町        | 湖東町                        | 湖東町                      | 平成17年2月11日 東近江市      | 東近江市 |
| 愛 知 郡 | 勝堂村       | 勝堂村       | 勝堂村                  | 勝堂村                                 | 西押立村                   | 西押立村                      | 西押立村                    | 西押立村                       | 昭和29年11月3日 湖東町        | 湖東町                        | 湖東町                      | 平成17年2月11日 東近江市      | 東近江市 |
| 愛 知 郡 | 西菩提寺村   | 西菩提寺村   | 西菩提寺村              | 西菩提寺村                             | 西押立村                   | 西押立村                      | 西押立村                    | 西押立村                       | 昭和29年11月3日 湖東町        | 湖東町                        | 湖東町                      | 平成17年2月11日 東近江市      | 東近江市 |
| 愛 知 郡 | 北菩提寺村   | 北菩提寺村   | 北菩提寺村              | 北菩提寺村                             | 西押立村                   | 西押立村                      | 西押立村                    | 西押立村                       | 昭和29年11月3日 湖東町        | 湖東町                        | 湖東町                      | 平成17年2月11日 東近江市      | 東近江市 |
| 愛 知 郡 | 南菩提寺村   | 南菩提寺村   | 南菩提寺村              | 南菩提寺村                             | 西押立村                   | 西押立村                      | 西押立村                    | 西押立村                       | 昭和29年11月3日 湖東町        | 湖東町                        | 湖東町                      | 平成17年2月11日 東近江市      | 東近江市 |
| 愛 知 郡 | 横溝村       | 横溝村       | 横溝村                  | 横溝村                                 | 西押立村                   | 西押立村                      | 西押立村                    | 西押立村                       | 昭和29年11月3日 湖東町        | 湖東町                        | 湖東町                      | 平成17年2月11日 東近江市      | 東近江市 |
| 愛 知 郡 | 君ヶ畑村     | 一部を除く   | 君ヶ畑村                | 君ヶ畑村                               | 東小椋村                   | 東小椋村                      | 東小椋村                    | 昭和18年4月1日 神崎郡永源寺村  | 昭和18年4月1日 神崎郡永源寺村 | 昭和30年4月1日 神崎郡永源寺町 | 永源寺町                    | 平成17年2月11日 東近江市      | 東近江市 |
| 愛 知 郡 | 君ヶ畑村     | 一部         | 明治7年 分立 茨川村     | 茨川村                                 | 東小椋村                   | 東小椋村                      | 東小椋村                    | 昭和18年4月1日 神崎郡永源寺村  | 昭和18年4月1日 神崎郡永源寺村 | 昭和30年4月1日 神崎郡永源寺町 | 永源寺町                    | 平成17年2月11日 東近江市      | 東近江市 |
| 愛 知 郡 | 蛭谷村       | 蛭谷村       | 蛭谷村                  | 蛭谷村                                 | 東小椋村                   | 東小椋村                      | 東小椋村                    | 昭和18年4月1日 神崎郡永源寺村  | 昭和18年4月1日 神崎郡永源寺村 | 昭和30年4月1日 神崎郡永源寺町 | 永源寺町                    | 平成17年2月11日 東近江市      | 東近江市 |
| 愛 知 郡 | 箕川村       | 箕川村       | 箕川村                  | 箕川村                                 | 東小椋村                   | 東小椋村                      | 東小椋村                    | 昭和18年4月1日 神崎郡永源寺村  | 昭和18年4月1日 神崎郡永源寺村 | 昭和30年4月1日 神崎郡永源寺町 | 永源寺町                    | 平成17年2月11日 東近江市      | 東近江市 |
| 愛 知 郡 | 政所村       | 政所村       | 政所村                  | 政所村                                 | 東小椋村                   | 東小椋村                      | 東小椋村                    | 昭和18年4月1日 神崎郡永源寺村  | 昭和18年4月1日 神崎郡永源寺村 | 昭和30年4月1日 神崎郡永源寺町 | 永源寺町                    | 平成17年2月11日 東近江市      | 東近江市 |
| 愛 知 郡 | 黄和田村     | 黄和田村     | 黄和田村                | 黄和田村                               | 東小椋村                   | 東小椋村                      | 東小椋村                    | 昭和18年4月1日 神崎郡永源寺村  | 昭和18年4月1日 神崎郡永源寺村 | 昭和30年4月1日 神崎郡永源寺町 | 永源寺町                    | 平成17年2月11日 東近江市      | 東近江市 |
| 愛 知 郡 | 九居瀬村     | 九居瀬村     | 九居瀬村                | 九居瀬村                               | 東小椋村                   | 東小椋村                      | 東小椋村                    | 昭和18年4月1日 神崎郡永源寺村  | 昭和18年4月1日 神崎郡永源寺村 | 昭和30年4月1日 神崎郡永源寺町 | 永源寺町                    | 平成17年2月11日 東近江市      | 東近江市 |
| 愛 知 郡 | 高野村       | 高野村       | 高野村                  | 高野村                                 | 東小椋村                   | 明治25年10月15日 分立 高野村  | 高野村                      | 昭和18年4月1日 神崎郡永源寺村  | 昭和18年4月1日 神崎郡永源寺村 | 昭和30年4月1日 神崎郡永源寺町 | 永源寺町                    | 平成17年2月11日 東近江市      | 東近江市 |
| 神 崎 郡 | 杠葉尾村     | 杠葉尾村     | 杠葉尾村                | 杠葉尾村                               | 山上村                     | 山上村                        | 山上村                      | 昭和18年4月1日 神崎郡永源寺村  | 昭和18年4月1日 神崎郡永源寺村 | 昭和30年4月1日 神崎郡永源寺町 | 永源寺町                    | 平成17年2月11日 東近江市      | 東近江市 |
| 神 崎 郡 | 蓼畑村       | 蓼畑村       | 蓼畑村                  | 蓼畑村                                 | 山上村                     | 山上村                        | 山上村                      | 昭和18年4月1日 神崎郡永源寺村  | 昭和18年4月1日 神崎郡永源寺村 | 昭和30年4月1日 神崎郡永源寺町 | 永源寺町                    | 平成17年2月11日 東近江市      | 東近江市 |
| 神 崎 郡 | 萱尾村       | 萱尾村       | 萱尾村                  | 萱尾村                                 | 山上村                     | 山上村                        | 山上村                      | 昭和18年4月1日 神崎郡永源寺村  | 昭和18年4月1日 神崎郡永源寺村 | 昭和30年4月1日 神崎郡永源寺町 | 永源寺町                    | 平成17年2月11日 東近江市      | 東近江市 |
| 神 崎 郡 | 佐目村       | 佐目村       | 佐目村                  | 佐目村                                 | 山上村                     | 山上村                        | 山上村                      | 昭和18年4月1日 神崎郡永源寺村  | 昭和18年4月1日 神崎郡永源寺村 | 昭和30年4月1日 神崎郡永源寺町 | 永源寺町                    | 平成17年2月11日 東近江市      | 東近江市 |
| 神 崎 郡 | 相谷村       | 相谷村       | 相谷村                  | 相谷村                                 | 山上村                     | 山上村                        | 山上村                      | 昭和18年4月1日 神崎郡永源寺村  | 昭和18年4月1日 神崎郡永源寺村 | 昭和30年4月1日 神崎郡永源寺町 | 永源寺町                    | 平成17年2月11日 東近江市      | 東近江市 |
| 神 崎 郡 | 和南村       | 和南村       | 和南村                  | 和南村                                 | 山上村                     | 山上村                        | 山上村                      | 昭和18年4月1日 神崎郡永源寺村  | 昭和18年4月1日 神崎郡永源寺村 | 昭和30年4月1日 神崎郡永源寺町 | 永源寺町                    | 平成17年2月11日 東近江市      | 東近江市 |
| 神 崎 郡 | 山上村       | 山上村       | 山上村                  | 山上村                                 | 山上村                     | 山上村                        | 山上村                      | 昭和18年4月1日 神崎郡永源寺村  | 昭和18年4月1日 神崎郡永源寺村 | 昭和30年4月1日 神崎郡永源寺町 | 永源寺町                    | 平成17年2月11日 東近江市      | 東近江市 |
| 蒲 生 郡 | 甲津畑村     | 甲津畑村     | 甲津畑村                | 甲津畑村                               | 市原村                     | 市原村                        | 市原村                      | 市原村                         | 市原村                        | 昭和30年4月1日 神崎郡永源寺町 | 永源寺町                    | 平成17年2月11日 東近江市      | 東近江市 |
| 蒲 生 郡 | 池之脇村     | 池之脇村     | 池之脇村                | 池之脇村                               | 市原村                     | 市原村                        | 市原村                      | 市原村                         | 市原村                        | 昭和30年4月1日 神崎郡永源寺町 | 永源寺町                    | 平成17年2月11日 東近江市      | 東近江市 |
| 蒲 生 郡 | 上二俣村     | 上二俣村     | 上二俣村                | 上二俣村                               | 市原村                     | 市原村                        | 市原村                      | 市原村                         | 市原村                        | 昭和30年4月1日 神崎郡永源寺町 | 永源寺町                    | 平成17年2月11日 東近江市      | 東近江市 |
| 蒲 生 郡 | 高木村       | 高木村       | 高木村                  | 高木村                                 | 市原村                     | 市原村                        | 市原村                      | 市原村                         | 市原村                        | 昭和30年4月1日 神崎郡永源寺町 | 永源寺町                    | 平成17年2月11日 東近江市      | 東近江市 |
| 蒲 生 郡 | 市原野村     | 市原野村     | 市原野村                | 市原野村                               | 市原村                     | 市原村                        | 市原村                      | 市原村                         | 市原村                        | 昭和30年4月1日 神崎郡永源寺町 | 永源寺町                    | 平成17年2月11日 東近江市      | 東近江市 |
| 蒲 生 郡 | 新出村       | 新出村       | 新出村                  | 新出村                                 | 市原村                     | 市原村                        | 市原村                      | 市原村                         | 市原村                        | 昭和30年4月1日 神崎郡永源寺町 | 永源寺町                    | 平成17年2月11日 東近江市      | 東近江市 |
| 蒲 生 郡 | 一式村       | 一式村       | 一式村                  | 一式村                                 | 市原村                     | 市原村                        | 市原村                      | 市原村                         | 市原村                        | 昭和30年4月1日 神崎郡永源寺町 | 永源寺町                    | 平成17年2月11日 東近江市      | 東近江市 |
| 蒲 生 郡 | 石谷村       | 石谷村       | 石谷村                  | 石谷村                                 | 市原村                     | 市原村                        | 市原村                      | 市原村                         | 市原村                        | 昭和30年4月1日 神崎郡永源寺町 | 永源寺町                    | 平成17年2月11日 東近江市      | 東近江市 |
| 蒲 生 郡 | 川合村       | 川合村       | 川合村                  | 川合村                                 | 桜川村                     | 桜川村                        | 桜川村                      | 桜川村                         | 桜川村                        | 昭和30年4月1日 蒲生町         | 蒲生町                      | 平成18年1月1日 東近江市に編入 | 東近江市 |
| 蒲 生 郡 | 木村         | 木村         | 木村                    | 木村                                   | 桜川村                     | 桜川村                        | 桜川村                      | 桜川村                         | 桜川村                        | 昭和30年4月1日 蒲生町         | 蒲生町                      | 平成18年1月1日 東近江市に編入 | 東近江市 |
| 蒲 生 郡 | 稲垂村       | 稲垂村       | 稲垂村                  | 稲垂村                                 | 桜川村                     | 桜川村                        | 桜川村                      | 桜川村                         | 桜川村                        | 昭和30年4月1日 蒲生町         | 蒲生町                      | 平成18年1月1日 東近江市に編入 | 東近江市 |
| 蒲 生 郡 | 下小房村     | 下小房村     | 下小房村                | 下小房村                               | 桜川村                     | 桜川村                        | 桜川村                      | 桜川村                         | 桜川村                        | 昭和30年4月1日 蒲生町         | 蒲生町                      | 平成18年1月1日 東近江市に編入 | 東近江市 |
| 蒲 生 郡 | 上小房村     | 上小房村     | 上小房村                | 上小房村                               | 桜川村                     | 桜川村                        | 桜川村                      | 桜川村                         | 桜川村                        | 昭和30年4月1日 蒲生町         | 蒲生町                      | 平成18年1月1日 東近江市に編入 | 東近江市 |
| 蒲 生 郡 | 寺村         | 寺村         | 寺村                    | 寺村                                   | 桜川村                     | 桜川村                        | 桜川村                      | 桜川村                         | 桜川村                        | 昭和30年4月1日 蒲生町         | 蒲生町                      | 平成18年1月1日 東近江市に編入 | 東近江市 |
| 蒲 生 郡 | 綺田村       | 綺田村       | 綺田村                  | 綺田村                                 | 桜川村                     | 桜川村                        | 桜川村                      | 桜川村                         | 桜川村                        | 昭和30年4月1日 蒲生町         | 蒲生町                      | 平成18年1月1日 東近江市に編入 | 東近江市 |
| 蒲 生 郡 | 平林村       | 平林村       | 平林村                  | 平林村                                 | 桜川村                     | 桜川村                        | 桜川村                      | 桜川村                         | 桜川村                        | 昭和30年4月1日 蒲生町         | 蒲生町                      | 平成18年1月1日 東近江市に編入 | 東近江市 |
| 蒲 生 郡 | 石塔村       | 石塔村       | 石塔村                  | 石塔村                                 | 桜川村                     | 桜川村                        | 桜川村                      | 桜川村                         | 桜川村                        | 昭和30年4月1日 蒲生町         | 蒲生町                      | 平成18年1月1日 東近江市に編入 | 東近江市 |
| 蒲 生 郡 | 市子沖村     | 市子沖村     | 市子沖村                | 市子沖村                               | 朝日野村                   | 朝日野村                      | 朝日野村                    | 朝日野村                       | 朝日野村                      | 昭和30年4月1日 蒲生町         | 蒲生町                      | 平成18年1月1日 東近江市に編入 | 東近江市 |
| 蒲 生 郡 | 市子松井村   | 市子松井村   | 市子松井村              | 市子松井村                             | 朝日野村                   | 朝日野村                      | 朝日野村                    | 朝日野村                       | 朝日野村                      | 昭和30年4月1日 蒲生町         | 蒲生町                      | 平成18年1月1日 東近江市に編入 | 東近江市 |
| 蒲 生 郡 | 市子川原村   | 市子川原村   | 市子川原村              | 市子川原村                             | 朝日野村                   | 朝日野村                      | 朝日野村                    | 朝日野村                       | 朝日野村                      | 昭和30年4月1日 蒲生町         | 蒲生町                      | 平成18年1月1日 東近江市に編入 | 東近江市 |
| 蒲 生 郡 | 市子殿村     | 市子殿村     | 市子殿村                | 市子殿村                               | 朝日野村                   | 朝日野村                      | 朝日野村                    | 朝日野村                       | 朝日野村                      | 昭和30年4月1日 蒲生町         | 蒲生町                      | 平成18年1月1日 東近江市に編入 | 東近江市 |
| 蒲 生 郡 | 上南村       | 上南村       | 上南村                  | 上南村                                 | 朝日野村                   | 朝日野村                      | 朝日野村                    | 朝日野村                       | 朝日野村                      | 昭和30年4月1日 蒲生町         | 蒲生町                      | 平成18年1月1日 東近江市に編入 | 東近江市 |
| 蒲 生 郡 | 新堂村       | 新堂村       | 明治7年 合戸村          | 合戸村                                 | 朝日野村                   | 朝日野村                      | 朝日野村                    | 朝日野村                       | 朝日野村                      | 昭和30年4月1日 蒲生町         | 蒲生町                      | 平成18年1月1日 東近江市に編入 | 東近江市 |
| 蒲 生 郡 | 下南村       |              | 明治7年 合戸村          | 合戸村                                 | 朝日野村                   | 朝日野村                      | 朝日野村                    | 朝日野村                       | 朝日野村                      | 昭和30年4月1日 蒲生町         | 蒲生町                      | 平成18年1月1日 東近江市に編入 | 東近江市 |
| 蒲 生 郡 | 横山村       | 横山村       | 横山村                  | 横山村                                 | 朝日野村                   | 朝日野村                      | 朝日野村                    | 朝日野村                       | 朝日野村                      | 昭和30年4月1日 蒲生町         | 蒲生町                      | 平成18年1月1日 東近江市に編入 | 東近江市 |
| 蒲 生 郡 | 葛巻村       | 葛巻村       | 葛巻村                  | 葛巻村                                 | 朝日野村                   | 朝日野村                      | 朝日野村                    | 朝日野村                       | 朝日野村                      | 昭和30年4月1日 蒲生町         | 蒲生町                      | 平成18年1月1日 東近江市に編入 | 東近江市 |
| 蒲 生 郡 | 宮井村       | 宮井村       | 宮井村                  | 宮井村                                 | 朝日野村                   | 朝日野村                      | 朝日野村                    | 朝日野村                       | 朝日野村                      | 昭和30年4月1日 蒲生町         | 蒲生町                      | 平成18年1月1日 東近江市に編入 | 東近江市 |
| 蒲 生 郡 | 外原村       | 外原村       | 外原村                  | 外原村                                 | 朝日野村                   | 朝日野村                      | 朝日野村                    | 朝日野村                       | 朝日野村                      | 昭和30年4月1日 蒲生町         | 蒲生町                      | 平成18年1月1日 東近江市に編入 | 東近江市 |
| 蒲 生 郡 | 宮川村       | 宮川村       | 宮川村                  | 宮川村                                 | 朝日野村                   | 朝日野村                      | 朝日野村                    | 朝日野村                       | 朝日野村                      | 昭和30年4月1日 蒲生町         | 蒲生町                      | 平成18年1月1日 東近江市に編入 | 東近江市 |
| 蒲 生 郡 | 蒲生堂村     | 蒲生堂村     | 蒲生堂村                | 蒲生堂村                               | 朝日野村                   | 朝日野村                      | 朝日野村                    | 朝日野村                       | 朝日野村                      | 昭和30年4月1日 蒲生町         | 蒲生町                      | 平成18年1月1日 東近江市に編入 | 東近江市 |
| 蒲 生 郡 | 鈴村         | 鈴村         | 鈴村                    | 鈴村                                   | 朝日野村                   | 朝日野村                      | 朝日野村                    | 朝日野村                       | 朝日野村                      | 昭和30年4月1日 蒲生町         | 蒲生町                      | 平成18年1月1日 東近江市に編入 | 東近江市 |
| 蒲 生 郡 | 大森村       | 大森村       | 大森村                  | 大森村                                 | 朝日野村                   | 朝日野村                      | 朝日野村                    | 朝日野村                       | 朝日野村                      | 昭和30年4月1日 蒲生町         | 蒲生町                      | 平成18年1月1日 東近江市に編入 | 東近江市 |
| 蒲 生 郡 | 田井村       | 田井村       | 田井村                  | 田井村                                 | 朝日野村                   | 朝日野村                      | 朝日野村                    | 朝日野村                       | 朝日野村                      | 昭和30年4月1日 蒲生町         | 蒲生町                      | 平成18年1月1日 東近江市に編入 | 東近江市 |
| 蒲 生 郡 | 大塚村       | 大塚村       | 大塚村                  | 大塚村                                 | 朝日野村                   | 朝日野村                      | 朝日野村                    | 朝日野村                       | 朝日野村                      | 昭和30年4月1日 蒲生町         | 蒲生町                      | 平成18年1月1日 東近江市に編入 | 東近江市 |
| 蒲 生 郡 | 下麻生村     | 下麻生村     | 下麻生村                | 下麻生村                               | 朝日野村                   | 朝日野村                      | 朝日野村                    | 朝日野村                       | 朝日野村                      | 昭和30年4月1日 蒲生町         | 蒲生町                      | 平成18年1月1日 東近江市に編入 | 東近江市 |
| 蒲 生 郡 | 上麻生村     | 上麻生村     | 上麻生村                | 上麻生村                               | 朝日野村                   | 朝日野村                      | 朝日野村                    | 朝日野村                       | 朝日野村                      | 昭和30年4月1日 蒲生町         | 蒲生町                      | 平成18年1月1日 東近江市に編入 | 東近江市 |
| 蒲 生 郡 | 岡本村       | 岡本村       | 岡本村                  | 岡本村                                 | 朝日野村                   | 朝日野村                      | 朝日野村                    | 朝日野村                       | 朝日野村                      | 昭和30年4月1日 蒲生町         | 蒲生町                      | 平成18年1月1日 東近江市に編入 | 東近江市 |
| 蒲 生 郡 | 鋳物師村     | 鋳物師村     | 鋳物師村                | 鋳物師村                               | 朝日野村                   | 朝日野村                      | 朝日野村                    | 朝日野村                       | 朝日野村                      | 昭和30年4月1日 蒲生町         | 蒲生町                      | 平成18年1月1日 東近江市に編入 | 東近江市 |
| 神 崎 郡 | 須田村       | 須田村       | 明治7年 須田村          | 明治15年 所属変更・改称 神崎郡南須田村 | 八条村                     | 明治27年6月5日 能登川村       | 能登川村                    | 昭和17年2月11日 能登川町       | 昭和17年2月11日 能登川町      | 能登川町                      | 能登川町                    | 平成18年1月1日 東近江市に編入 | 東近江市 |
| 神 崎 郡 | 山下新田     |              | 明治7年 須田村          | 明治15年 所属変更・改称 神崎郡南須田村 | 八条村                     | 明治27年6月5日 能登川村       | 能登川村                    | 昭和17年2月11日 能登川町       | 昭和17年2月11日 能登川町      | 能登川町                      | 能登川町                    | 平成18年1月1日 東近江市に編入 | 東近江市 |
| 神 崎 郡 | 伊庭村       | 一部         | 明治7年 伊庭村          | 明治13年 分立 北須田村                 | 八条村                     | 明治27年6月5日 能登川村       | 能登川村                    | 昭和17年2月11日 能登川町       | 昭和17年2月11日 能登川町      | 能登川町                      | 能登川町                    | 平成18年1月1日 東近江市に編入 | 東近江市 |
| 神 崎 郡 | 伊庭村       | 一部         | 明治7年 伊庭村          | 明治13年 分立 能登川村                 | 八条村                     | 明治27年6月5日 能登川村       | 能登川村                    | 昭和17年2月11日 能登川町       | 昭和17年2月11日 能登川町      | 能登川町                      | 能登川町                    | 平成18年1月1日 東近江市に編入 | 東近江市 |
| 神 崎 郡 | 伊庭村       | 一部を除く   | 明治7年 伊庭村          | 伊庭村                                 | 八条村                     | 明治27年6月5日 伊庭村         | 伊庭村                      | 昭和17年2月11日 能登川町       | 昭和17年2月11日 能登川町      | 能登川町                      | 能登川町                    | 平成18年1月1日 東近江市に編入 | 東近江市 |
| 神 崎 郡 | 梅安新田     |              | 明治7年 伊庭村          | 伊庭村                                 | 八条村                     | 明治27年6月5日 伊庭村         | 伊庭村                      | 昭和17年2月11日 能登川町       | 昭和17年2月11日 能登川町      | 能登川町                      | 能登川町                    | 平成18年1月1日 東近江市に編入 | 東近江市 |
| 神 崎 郡 | 佐生村       | 佐生村       | 佐生村                  | 佐生村                                 | 八条村                     | 明治27年6月5日 五峰村         | 五峰村                      | 昭和17年2月11日 能登川町       | 昭和17年2月11日 能登川町      | 能登川町                      | 能登川町                    | 平成18年1月1日 東近江市に編入 | 東近江市 |
| 神 崎 郡 | 佐野村       | 佐野村       | 佐野村                  | 佐野村                                 | 八条村                     | 明治27年6月5日 五峰村         | 五峰村                      | 昭和17年2月11日 能登川町       | 昭和17年2月11日 能登川町      | 能登川町                      | 能登川町                    | 平成18年1月1日 東近江市に編入 | 東近江市 |
| 神 崎 郡 | 猪子村       | 猪子村       | 猪子村                  | 猪子村                                 | 八条村                     | 明治27年6月5日 五峰村         | 五峰村                      | 昭和17年2月11日 能登川町       | 昭和17年2月11日 能登川町      | 能登川町                      | 能登川町                    | 平成18年1月1日 東近江市に編入 | 東近江市 |
| 神 崎 郡 | 山路村       | 山路村       | 山路村                  | 山路村                                 | 八条村                     | 明治27年6月5日 五峰村         | 五峰村                      | 昭和17年2月11日 能登川町       | 昭和17年2月11日 能登川町      | 能登川町                      | 能登川町                    | 平成18年1月1日 東近江市に編入 | 東近江市 |
| 神 崎 郡 | 林村         | 林村         | 林村                    | 林村                                   | 八条村                     | 明治27年6月5日 五峰村         | 五峰村                      | 昭和17年2月11日 能登川町       | 昭和17年2月11日 能登川町      | 能登川町                      | 能登川町                    | 平成18年1月1日 東近江市に編入 | 東近江市 |
| 神 崎 郡 | 福堂村       | 福堂村       | 福堂村                  | 福堂村                                 | 栗見村                     | 栗見村                        | 栗見村                      | 昭和17年2月11日 能登川町       | 昭和17年2月11日 能登川町      | 能登川町                      | 能登川町                    | 平成18年1月1日 東近江市に編入 | 東近江市 |
| 神 崎 郡 | 栗見新田村   | 栗見新田村   | 栗見新田村              | 栗見新田村                             | 栗見村                     | 栗見村                        | 栗見村                      | 昭和17年2月11日 能登川町       | 昭和17年2月11日 能登川町      | 能登川町                      | 能登川町                    | 平成18年1月1日 東近江市に編入 | 東近江市 |
| 神 崎 郡 | 栗見出在家村 | 栗見出在家村 | 栗見出在家村            | 栗見出在家村                           | 栗見村                     | 栗見村                        | 栗見村                      | 昭和17年2月11日 能登川町       | 昭和17年2月11日 能登川町      | 能登川町                      | 能登川町                    | 平成18年1月1日 東近江市に編入 | 東近江市 |
| 神 崎 郡 | 新村         | 新村         | 新村                    | 明治12年 新宮村                        | 栗見村                     | 明治30年8月15日 分立 栗見荘村 | 昭和2年11月8日 八幡村に編入 | 昭和17年2月11日 能登川町       | 昭和17年2月11日 能登川町      | 能登川町                      | 能登川町                    | 平成18年1月1日 東近江市に編入 | 東近江市 |
| 神 崎 郡 | 宮西村       | 宮西村       | 宮西村                  | 明治12年 新宮村                        | 栗見村                     | 明治30年8月15日 分立 栗見荘村 | 昭和2年11月8日 八幡村に編入 | 昭和17年2月11日 能登川町       | 昭和17年2月11日 能登川町      | 能登川町                      | 能登川町                    | 平成18年1月1日 東近江市に編入 | 東近江市 |
| 神 崎 郡 | 乙女浜村     | 乙女浜村     | 乙女浜村                | 乙女浜村                               | 栗見村                     | 明治30年8月15日 分立 栗見荘村 | 昭和2年11月8日 八幡村に編入 | 昭和17年2月11日 能登川町       | 昭和17年2月11日 能登川町      | 能登川町                      | 能登川町                    | 平成18年1月1日 東近江市に編入 | 東近江市 |
| 神 崎 郡 | 長勝寺村     | 長勝寺村     | 長勝寺村                | 長勝寺村                               | 八幡村                     | 八幡村                        | 八幡村                      | 昭和17年2月11日 能登川町       | 昭和17年2月11日 能登川町      | 能登川町                      | 能登川町                    | 平成18年1月1日 東近江市に編入 | 東近江市 |
| 神 崎 郡 | 神郷村       | 神郷村       | 神郷村                  | 神郷村                                 | 八幡村                     | 八幡村                        | 八幡村                      | 昭和17年2月11日 能登川町       | 昭和17年2月11日 能登川町      | 能登川町                      | 能登川町                    | 平成18年1月1日 東近江市に編入 | 東近江市 |
| 神 崎 郡 | 種村         | 種村         | 種村                    | 種村                                   | 八幡村                     | 八幡村                        | 八幡村                      | 昭和17年2月11日 能登川町       | 昭和17年2月11日 能登川町      | 能登川町                      | 能登川町                    | 平成18年1月1日 東近江市に編入 | 東近江市 |
| 神 崎 郡 | 今村         | 今村         | 今村                    | 今村                                   | 八幡村                     | 八幡村                        | 八幡村                      | 昭和17年2月11日 能登川町       | 昭和17年2月11日 能登川町      | 能登川町                      | 能登川町                    | 平成18年1月1日 東近江市に編入 | 東近江市 |
| 神 崎 郡 | 垣見村       | 垣見村       | 垣見村                  | 垣見村                                 | 八幡村                     | 八幡村                        | 八幡村                      | 昭和17年2月11日 能登川町       | 昭和17年2月11日 能登川町      | 能登川町                      | 能登川町                    | 平成18年1月1日 東近江市に編入 | 東近江市 |
| 神 崎 郡 | 躰光寺村     | 躰光寺村     | 躰光寺村                | 躰光寺村                               | 八幡村                     | 八幡村                        | 八幡村                      | 昭和17年2月11日 能登川町       | 昭和17年2月11日 能登川町      | 能登川町                      | 能登川町                    | 平成18年1月1日 東近江市に編入 | 東近江市 |
| 神 崎 郡 | 阿弥陀堂村   | 阿弥陀堂村   | 阿弥陀堂村              | 阿弥陀堂村                             | 八幡村                     | 八幡村                        | 八幡村                      | 昭和17年2月11日 能登川町       | 昭和17年2月11日 能登川町      | 能登川町                      | 能登川町                    | 平成18年1月1日 東近江市に編入 | 東近江市 |
| 神 崎 郡 | 川南村       | 川南村       | 川南村                  | 川南村                                 | 八幡村                     | 八幡村                        | 八幡村                      | 昭和17年2月11日 能登川町       | 昭和17年2月11日 能登川町      | 能登川町                      | 能登川町                    | 平成18年1月1日 東近江市に編入 | 東近江市 |
| 神 崎 郡 | 小川村       | 小川村       | 小川村                  | 小川村                                 | 八幡村                     | 八幡村                        | 八幡村                      | 昭和17年2月11日 能登川町       | 昭和17年2月11日 能登川町      | 能登川町                      | 能登川町                    | 平成18年1月1日 東近江市に編入 | 東近江市 |

## 人口
2005年（平成17年）の116,797人をピークに緩やかな増加から減少に転じている。平成27年に実施した国勢調査では、前回の調査と比較した人口の増減をみると、1.12%減の114,180人であり、増減率は県下19市町村中10位。
| |                                          |  |
| 東近江市と全国の年齢別人口分布（2005年） | 東近江市の年齢・男女別人口分布（2005年） |  |
| ■紫色 ― 東近江市 ■緑色 ― 日本全国 | ■青色 ― 男性 ■赤色 ― 女性                |  |
| 東近江市（に相当する地域）の人口の推移 \| 1970年（昭和45年） \| 85,214人 \| \| \| 1975年（昭和50年） \| 91,713人 \| \| \| 1980年（昭和55年） \| 98,664人 \| \| \| 1985年（昭和60年） \| 103,204人 \| \| \| 1990年（平成2年） \| 106,508人 \| \| \| 1995年（平成7年） \| 111,322人 \| \| \| 2000年（平成12年） \| 114,395人 \| \| \| 2005年（平成17年） \| 116,797人 \| \| \| 2010年（平成22年） \| 115,479人 \| \| \| 2015年（平成27年） \| 114,180人 \| \| \| 2020年（令和2年） \| 112,819人 \| \| |                                          |  |
| 総務省統計局 国勢調査より |                                          |  |
| 1970年（昭和45年） | 85,214人                                 |  |
| 1975年（昭和50年） | 91,713人                                 |  |
| 1980年（昭和55年） | 98,664人                                 |  |
| 1985年（昭和60年） | 103,204人                                |  |
| 1990年（平成2年） | 106,508人                                |  |
| 1995年（平成7年） | 111,322人                                |  |
| 2000年（平成12年） | 114,395人                                |  |
| 2005年（平成17年） | 116,797人                                |  |
| 2010年（平成22年） | 115,479人                                |  |
| 2015年（平成27年） | 114,180人                                |  |
| 2020年（令和2年） | 112,819人                                |  |

## 行政
- 市長：小椋正清（2013年（平成25年）2月27日就任[15]、４期目）

### 歴代市長
| 代   | 氏名     | 就任日        | 退任日        | 備考         |
| ---- | -------- | ------------- | ------------- | ------------ |
| 初代 | 中村功一 | 2005年2月27日 | 2009年2月26日 | 旧八日市市長 |
| 2代  | 西澤久夫 | 2009年2月27日 | 2013年2月26日 |              |
| 3代  | 小椋正清 | 2013年2月27日 | 現職          |              |

### 市役所・支所・出張所
- 東近江市役所（旧八日市市役所）
  - 本館、新館、東庁舎に分かれている。
- 永源寺支所（合併直後は旧永源寺町役場、現在は永源寺地域産業振興会館内）
  - 鈴鹿の里コミュニティセンター（政所出張所）
- 愛東支所（合併直後は旧愛東町役場、現在は愛東福祉センター内）
- 湖東支所（旧湖東町役場）
- 五個荘支所（合併直後は旧五個荘町役場、現在は旧五個荘保健センター）
- 能登川支所（旧能登川町役場）
- 蒲生支所（旧蒲生町役場）

### 警察
- 東近江警察署 - 市内のほか、愛荘町内と日野町内も管轄している

### 医療
- 国立病院機構東近江総合医療センター（旧国立滋賀病院）
- 東近江市立能登川病院（旧能登川町病院）
- 東近江市蒲生医療センター（旧蒲生町病院→東近江市立蒲生病院）

### 広域行政
- 東近江行政組合 - 消防・休日急患診療所・地域振興に関する事務を行っている
- 愛知郡広域行政組合

### 国の機関
法務省
- 大津地方法務局彦根支局東近江出張所
- 大津地方検察庁彦根支部東近江区検察庁
- 東近江簡易裁判所

地方裁判所と家庭裁判所に関しては、彦根支部の管轄となっている。
厚生労働省
- 滋賀労働局東近江労働基準監督署
- 滋賀労働局東近江公共職業安定所

農林水産省
- 近畿農政局東近江地域センター

### 県の機関
- 滋賀県庁東近江合同庁舎
- 滋賀県消防学校

## 姉妹・交流・友好都市
海外
- マーケット市（アメリカ合衆国ミシガン州） - 1979年8月13日　姉妹都市提携
- デーバー町（カナダアルバータ州）
- 常徳市（中華人民共和国湖南省） - 1994年8月15日　友好都市提携
- 統営市（大韓民国慶尚南道） - 2001年5月26日　交流都市提携
- ハノーファー（ドイツ、ニーダーザクセン州）
- レトビック（スウェーデン）

国内
- 北海道檜山郡江差町 - 姉妹都市
- 「愛のまち」交流（旧愛東町との交流であったが、合併後も交流が続けられている）
  - 北海道上川郡愛別町
  -  神奈川県愛甲郡愛川町
  -  愛知県愛西市 - 2014年に愛別町より交流を呼びかけられた
  -  愛媛県南宇和郡愛南町 - 2014年に愛別町より交流を呼びかけられた
  -  長崎県雲仙市（旧愛野町）
- 「～笑顔のチカラ つなげるオモイ～地域連携協定」による交流（ももいろクローバーZが行う地域創生を目的としたライブの、開催地間で結ばれる協定）[19]
  - 埼玉県富士見市 - 2017年開催地
  - 富山県黒部市 - 2019年開催地
- 岡山県真庭市

## 教育

### 小学校
- 東近江市立玉緒小学校（大森町）
- 東近江市立御園小学校（五智町）
- 東近江市立八日市南小学校（沖野三丁目）
- 東近江市立箕作小学校（小脇町）
- 東近江市立八日市北小学校（建部日吉町）
- 東近江市立八日市西小学校（柏木町）
- 東近江市立布引小学校（今堀町）
- 東近江市立市原小学校（高木町）
- 東近江市立山上小学校（山上町）
- 東近江市立五個荘小学校（五個荘竜田町）
- 東近江市立愛東南小学校（曽根町）

- 東近江市立愛東北小学校（百済寺本町）
- 東近江市立湖東第一小学校（下里町）
- 東近江市立湖東第二小学校（南菩提寺町）
- 東近江市立湖東第三小学校（小田苅町）
- 東近江市立能登川東小学校（小川町）
- 東近江市立能登川西小学校（伊庭町）
- 東近江市立能登川南小学校（猪子町）
- 東近江市立能登川北小学校（福堂町）
- 東近江市立蒲生東小学校（桜川東町）
- 東近江市立蒲生西小学校（鈴町）
- 東近江市立蒲生北小学校（蒲生堂町）

### 中学校
- 東近江市立玉園中学校（妙法寺町）
- 東近江市立聖徳中学校（聖徳町）
- 東近江市立船岡中学校（市辺町）
- 滋賀学園中学校（建部北町）閉校
- 東近江市立永源寺中学校（山上町）

- 東近江市立五個荘中学校（五個荘小幡町）
- 東近江市立愛東中学校（下中野町）
- 東近江市立湖東中学校（横溝町）
- 東近江市立能登川中学校（山路町）
- 東近江市立朝桜中学校（市子川原町）

### 高等学校
- 滋賀県立八日市高等学校（八日市上之町）
- 滋賀県立八日市南高等学校（春日町）
- 滋賀学園高等学校（建部北町）
- 司学館高等学校（野々宮町）
- 滋賀県立能登川高等学校（伊庭町）

### 大学
- びわこ学院大学・びわこ学院大学短期大学部（布施町）
- びわこリハビリテーション専門職大学（北坂町）

### 専修学校
- 淡海書道文化専門学校（五個荘竜田町）

### 特別支援学校
- 滋賀県立八日市養護学校 （上平木町）

## 金融機関

### 銀行
- 滋賀銀行
- 関西みらい銀行
- 京都銀行
- ゆうちょ銀行（郵便局内）

### 協同組織金融機関
- 湖東信用金庫（本店営業部）
- 滋賀中央信用金庫
- 滋賀県民信用組合
- 近畿労働金庫

### 農協
- 湖東農業協同組合（本店：池庄町、管轄：旧湖東町・旧愛東町）
- グリーン近江農業協同組合（本店：八日市町、管轄：市内大半および近江八幡市・日野町）
- 東能登川農業協同組合（本店：垣見町、管轄：旧八幡村）
- 滋賀蒲生町農業協同組合（本店：市子殿町、管轄：旧蒲生町）

## 交通

### 空港
現在は市内に空港はないが、かつては大日本帝国陸軍用の八日市飛行場があった。利用可能な空港は中部国際空港、関西国際空港ならびに大阪国際空港(伊丹)。

### 鉄道
- 西日本旅客鉄道（JR西日本）
  - 琵琶湖線（東海道本線）
    - 能登川駅（乗車人員数は市内最多）
- 近江鉄道
  - 本線
    - 五箇荘駅 - 河辺の森駅 - 八日市駅 - 長谷野駅 - 大学前駅 - 京セラ前駅 - 桜川駅 - 朝日大塚駅 - 朝日野駅

  - 八日市線
    - 八日市駅 - 新八日市駅 - 太郎坊宮前駅 - 市辺駅 - 平田駅
- 中心となる駅：八日市駅

### バス

#### 高速バス
- 名神ハイウェイバス （京都駅 - 名古屋駅） ※ 名神八日市に停車、西日本JRバス・JR東海バス・名鉄バス・名阪近鉄バスが運行

#### 一般路線バス
- 近江鉄道バス
- ちょこっとバス

### 道路

#### 高速自動車国道
- 名神高速道路
  - 八日市IC
  - 黒丸PA
  - 蒲生スマートIC

#### 地域高規格道路
- 名神名阪連絡道路（調査中）

#### 一般国道
- 国道8号
- 国道307号
- 国道421号
- 国道477号

#### 主要地方道
- 滋賀県道2号大津能登川長浜線（彦根道＝朝鮮人街道）
- 滋賀県道13号彦根八日市甲西線
- 滋賀県道25号彦根近江八幡線（湖岸道路＝さざなみ街道）
- 滋賀県道28号湖東愛知川線
- 滋賀県道34号多賀永源寺線
- 滋賀県道41号土山蒲生近江八幡線
- 滋賀県道45号石原八日市線
- 滋賀県道46号八日市蒲生線
- 滋賀県道52号栗見八日市線

#### 一般県道
- 滋賀県道168号下羽田市辺線
- 滋賀県道170号高木八日市線
- 滋賀県道175号朝日野停車場線
- 滋賀県道176号桜川西竜王線
- 滋賀県道188号相谷原杣線
- 滋賀県道189号甲津畑山上線
- 滋賀県道192号福堂今線
- 滋賀県道194号柳川能登川線
- 滋賀県道202号佐生五個荘線
- 滋賀県道203号佐生今線
- 滋賀県道208号小脇西生来線
- 滋賀県道209号八日市五個荘線
- 滋賀県道210号五個荘停車場線
- 滋賀県道211号八日市停車場線
- 滋賀県道213号湖東彦根線
- 滋賀県道216号雨降野今在家八日市線
- 滋賀県道217号外八日市線
- 滋賀県道221号目加田湖東線
- 滋賀県道218号横溝秦荘線
- 滋賀県道229号百済寺甲上岸本線
- 滋賀県道327号湖東八日市線
- 滋賀県道328号五個荘八日市線
- 滋賀県道508号中里山上日野線
- 滋賀県道511号栗見新田安土線
- 滋賀県道524号桜川西中在寺線
- 滋賀県道526号伊庭円山線
- 滋賀県道529号小田苅愛知川線
- 滋賀県道553号今簗瀬線
- 滋賀県道600号近江八幡安土能登川自転車道線（びわ湖よし笛ロード）

#### 林道
- 林道甲津畑原線
- 林道蓼畑萱尾線
- 林道堂の後線

## 観光名所・スポット、名物

### 自然
- 鈴鹿国定公園

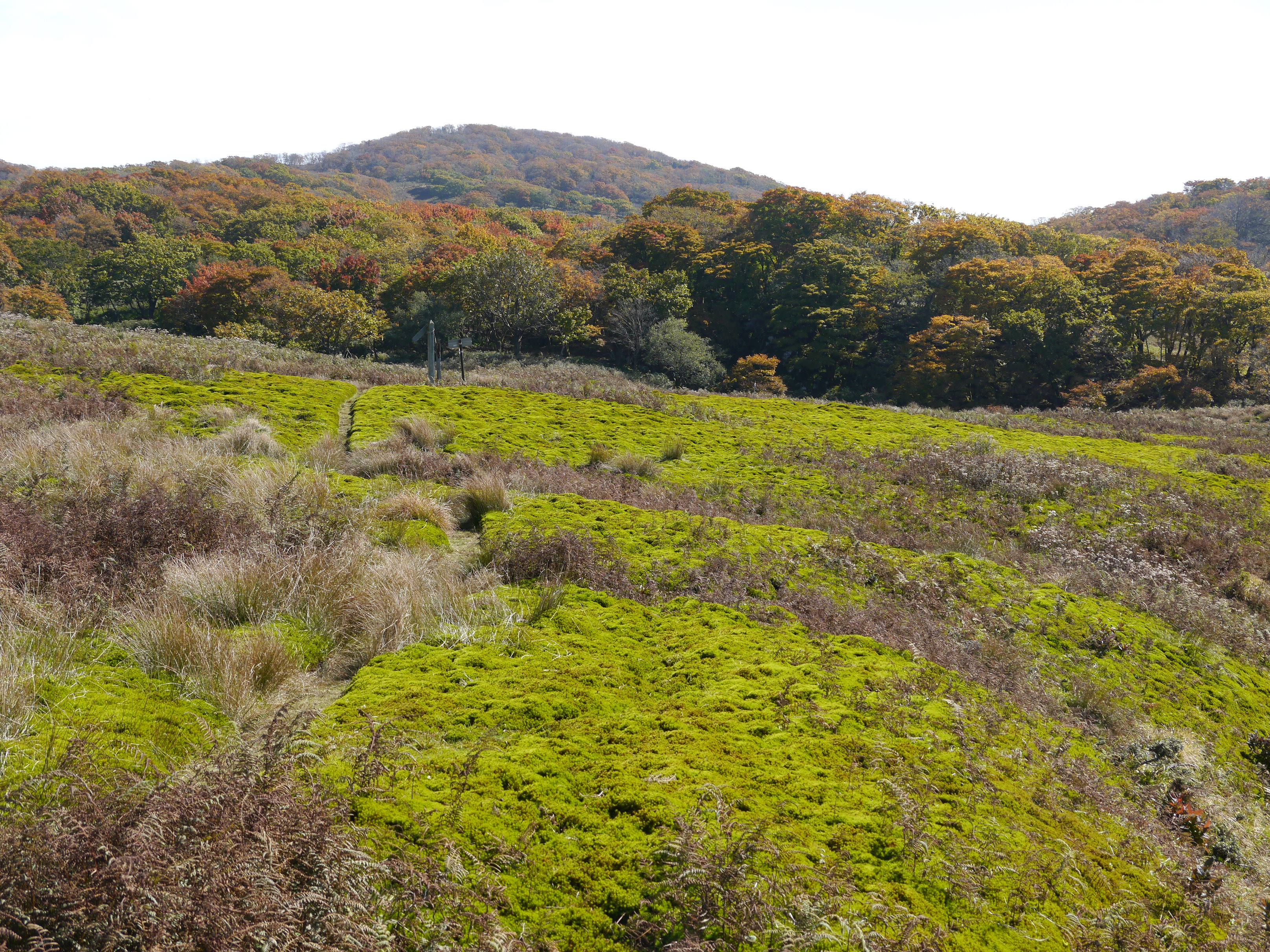
御池岳（鈴鹿国定公園）

- 万葉の森船岡山（『万葉集』所載の額田王と大海人皇子の相聞歌の歌碑がある）
- 能登川水車とカヌーランド

### 寺院
- 永源寺
- 百済寺
- 石塔寺
- 梵釈寺
- 石馬寺
- 善勝寺
- 北向岩屋十一面観音

### 神社

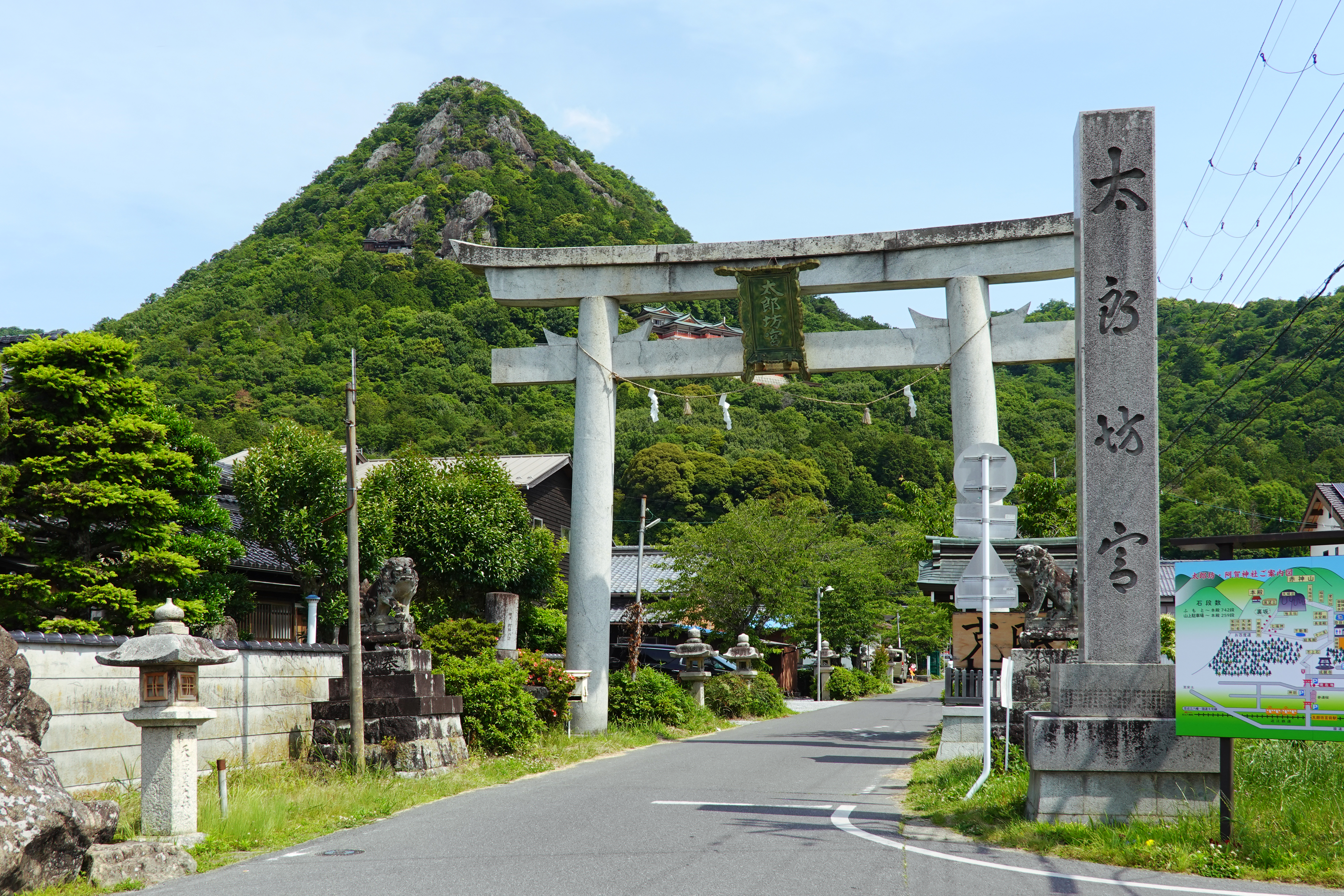
太郎坊宮阿賀神社

- 河桁御河邊神社
- 藤切神社
- 太郎坊宮阿賀神社
- 大皇器地祖神社
- 今堀日吉神社

### 博物館等
- 世界凧博物館 東近江大凧会館
- 西堀榮三郎記念探検の殿堂

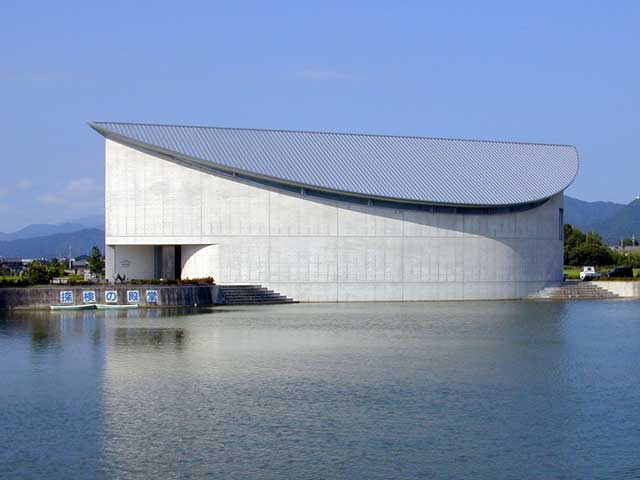
西堀榮三郎記念探検の殿堂

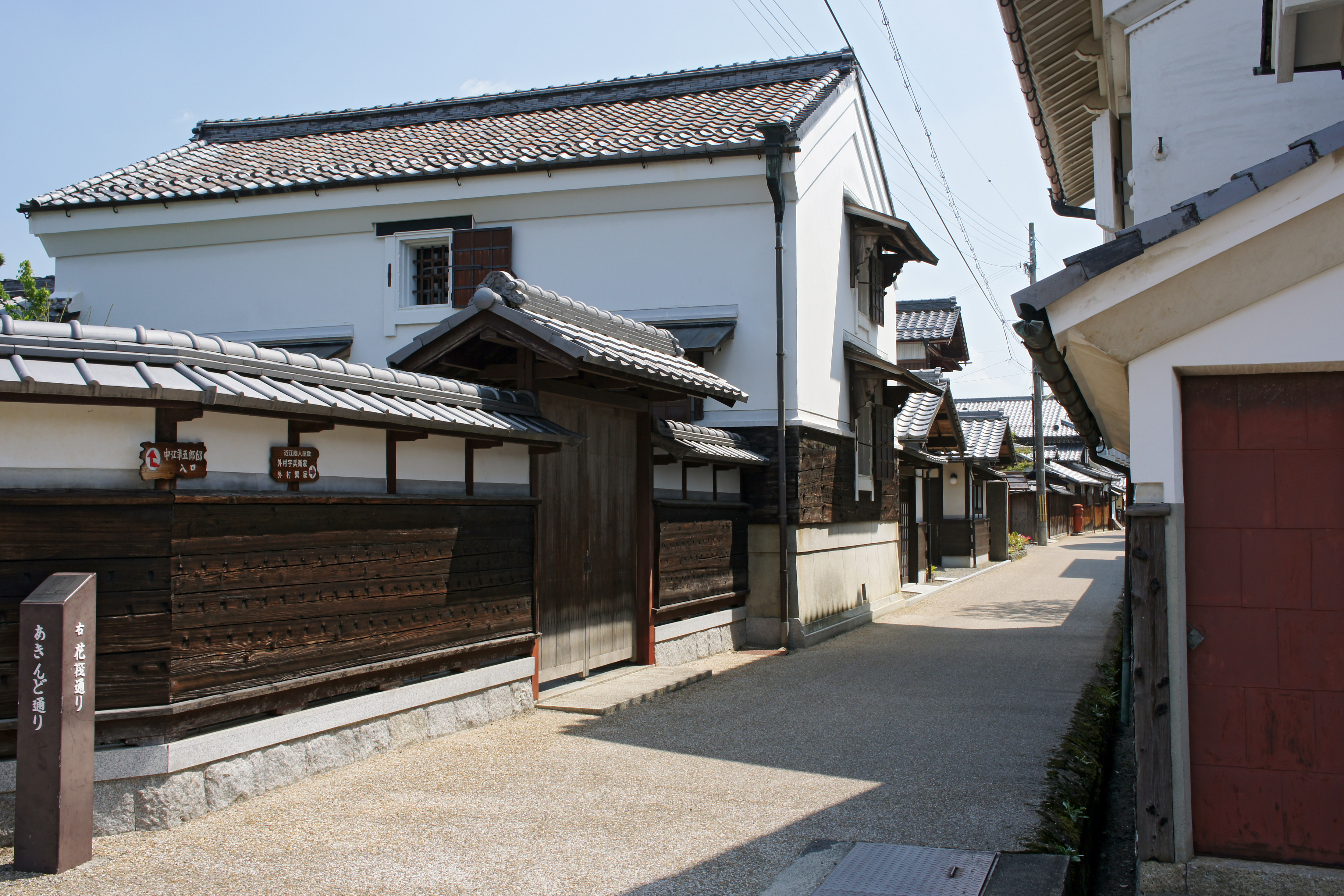
五個荘金堂町

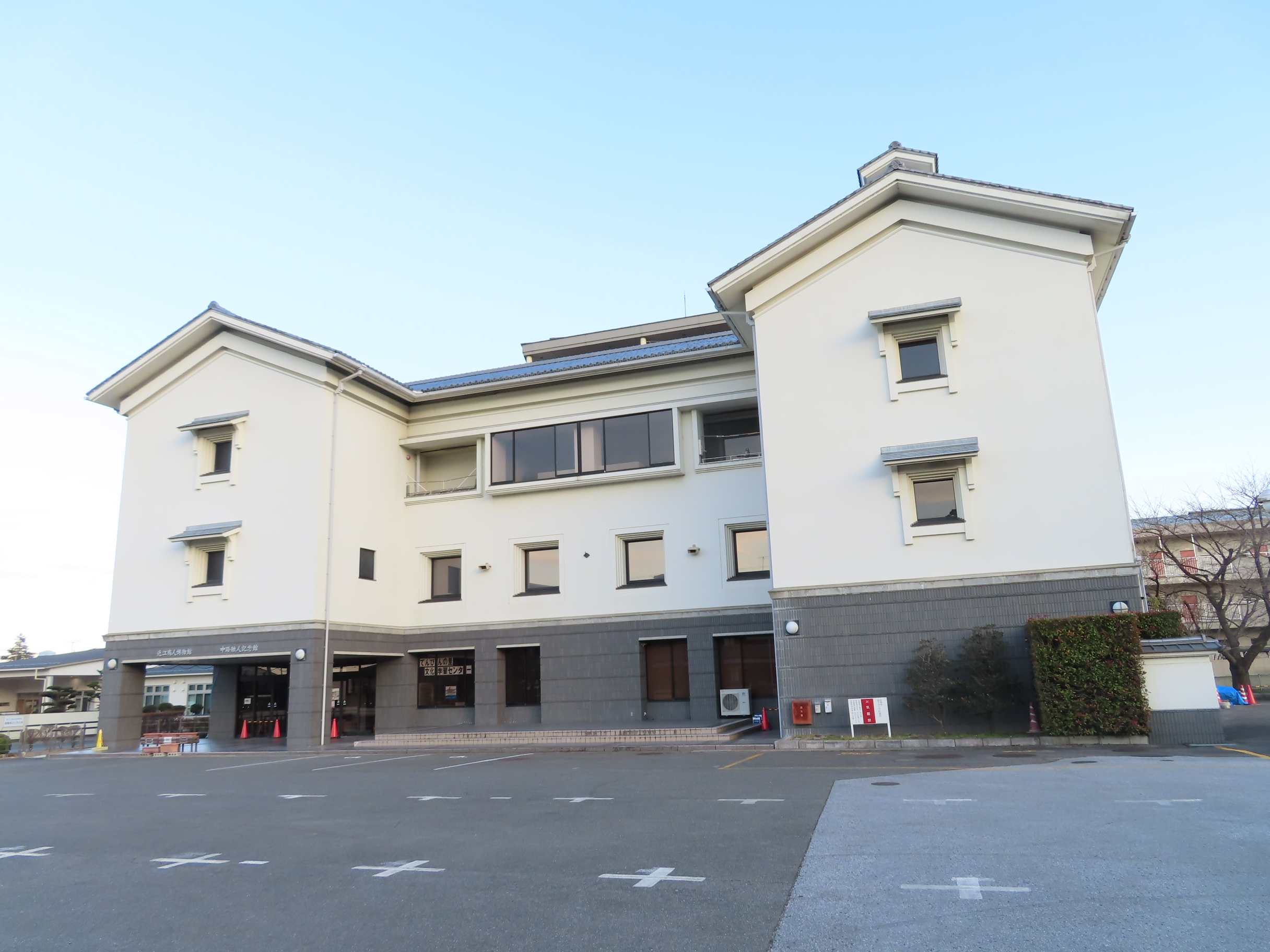
てんびんの里学習センター。東近江市近江商人博物館・東近江市中路融人記念館が入る。

- 五個荘金堂町 - 重要伝統的建造物群保存地区：五個荘は、近江商人発祥の地と言われている[20]。
  - 近江商人博物館 - 五個荘近江商人屋敷 藤井彦四郎邸、外村宇兵衛邸、外村繁邸、中江準五郎邸
- 能登川博物館
- 埋蔵文化財センター
- 野口謙蔵記念館
- ガリ版伝承館
- 観峰館

### 祭事
- 二五八祭
- 東近江大凧まつり（2015年の事故以降は中止されている）[21][22]
- びわこジャズ東近江

### その他
- 招福楼（懐石料理を出す日本有数の料亭）
- 道の駅東近江市あいとうマーガレットステーション
- 道の駅奥永源寺渓流の里
- 能登川水車とカヌーランド
- 近江温泉
- 近江だるま[23]

## 産業
- 京セラ - 滋賀蒲生工場・滋賀八日市工場
- 村田製作所
- 凸版印刷
- 大昭和紙工
- ティラド
- パナソニック
- ノエビア
- サントリー
- チェリオコーポレーション
- 日本電気硝子 能登川事業所
- パナソニックホームズ
- 大日本トランプ
- レカロ

伝統産業
- 政所茶
- 永源寺こんにゃく
- 小幡人形
- 木地師
- 東近江大凧：東近江大凧まつりでは200畳以上の大凧も揚げられる[広報 1][広報 2]。また毎年、成人式では新成人と保存会が製作した20畳大凧が揚げられる[広報 3][広報 4]。

## 著名な出身者
旧1市6町
- 武村正義（元滋賀県知事、内閣官房長官、大蔵大臣）
- 市田忠義（参議院議員、元日本共産党書記局長）
- 岡本充功（衆議院議員）
- 阿部市郎兵衛（7代）（実業家、能登川の紅屋7代目）
- 田附政次郎（実業家）
- 野村与曽市（電気化学工業社長、電気化学協会会長）
- 塚本幸一（ワコール創業者。出生地は仙台市）
- 野口謙蔵（画家）
- 野口小蕙（画家）
- 塚本邦雄（詩人）
- 外村繁（作家）
- 出目昌伸（映画監督）
- 井村裕夫（医学者）
- 幸田真音（作家）
- 中川慶一（声優）
- 外村彰（国文学者、安田女子大学教授）
- 平松隆円（教育学者・化粧研究者）
- 中西健太（プロ野球選手）：旧八日市市出身
- 福永裕基（プロ野球選手）：旧八日市市出身
- 茶野篤政（プロ野球選手）：旧八日市市出身
- 橘ゆりか（タレント・アイドル・アイドリング!!!）
- 川内倫子（写真家）
- 奥村奈穂美（IBC岩手放送アナウンサー）
- 山名文和（お笑いコンビ・アキナ）
- JP（ものまね芸人）
- 安田峰俊（ルポライター）
- 鯰江氏（三井家の遠祖） - 現在の東近江市になる鯰江城を本拠に観音寺城の近江源氏六角氏一族にして仕えていたが、六角氏は信長に敗れ、三井高安の代で伊勢国松阪に移住した[24]。
- 湖東商人（近江商人）